# Weiden (Gattung)

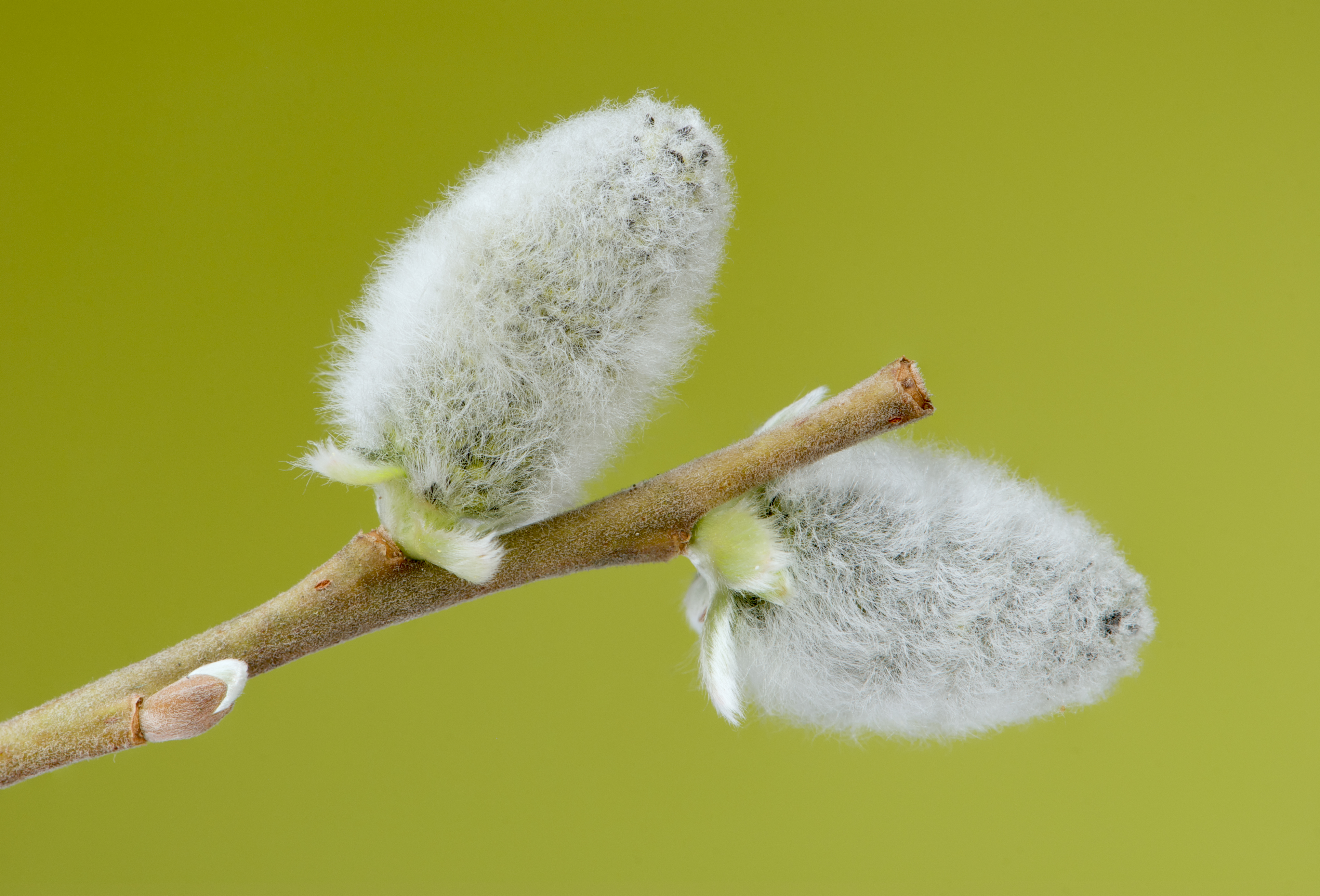
Junge Blütenkätzchen einer Sal-Weide (Salix caprea)

Die Weiden (Salix) sind eine Pflanzengattung aus der Familie der Weidengewächse (Salicaceae) und umfassen etwa 450 Arten. Ihr Verbreitungsgebiet erstreckt sich über alle Teile der nördlichen gemäßigten Zone bis zur Arktis; einige wenige Arten sind auch in den Tropen und der südlichen gemäßigten Zone heimisch.

## Beschreibung

### Vegetative Merkmale
Die Weiden (über mittelhochdeutsch wīde, ‚Weide‘, von althochdeutsch wīda, die Biegsame‘, ‚Salix species‘) sind Laubgehölze: Bäume, Sträucher und Zwergsträucher. Unter den Weidenarten gibt es bis 30 Meter hohe Bäume, aber auch Zwergsträucher, die nur 3 Zentimeter hoch werden. Die baumartig wachsenden Weidenarten sind in der Regel schnellwüchsig, aber auch relativ kurzlebig. Weiden bilden kräftige und stark verzweigte Wurzeln und festigen so das Erdreich. Die Gewächse sind sehr ausschlagsfreudig. Deshalb wurden sie früher gern als Kopfweiden und heute bei der Anlage von Energiewäldern genutzt. Das gut trocknende Holz der Weiden ist weiß oder rötlich. Es ist biegsam, sehr leicht, zäh und faserig.
Die meist wechselständigen und kurz gestielten Laubblätter der Weiden sind sehr unterschiedlich. Die Form reicht von beinahe rundlich bis schmal-eilanzettich oder lanzettförmig bis verkehrt-eilanzettlich. Die Blätter sind zugespitzt bis spitz oder stumpf. Bei vielen Arten sind die Blätter hellgrün, und an der Blattunterseite lässt sich – bis auf wenige Ausnahmen – immer eine mehr oder weniger stark ausgeprägte Behaarung erkennen. Bei allen dreht sich das nächste Blatt um jeweils 144°, also 2⁄5 Umdrehungen; jedes fünfte schaut wieder in dieselbe Richtung. Es sind abfallende bis beständige Nebenblätter vorhanden.

### Generative Merkmale
Weiden sind zweihäusig getrenntgeschlechtig (diözisch). Eine Ausnahme bildet lediglich die Trauerweide, bei der gelegentlich weibliche Blüten in den männlichen Kätzchen vorkommen. Die in flaumigen Kätzchen stehenden, sitzenden Blüten sind bei manchen Weidenarten besonders auffällig und erscheinen schon vor oder gleichzeitig mit den neuen Blättern. Es lassen sich zwei verschieden geformte Kätzchen beobachten: dicke, eiförmige, welche die männlichen Staubbeutel enthalten und walzenförmige, grünlich gefärbte, die die weiblichen Narben tragen. Sowohl die eingeschlechtlichen männlichen als auch die weiblichen Blüten ohne Blütenhülle haben am Grunde ein oder zwei Nektardrüsen (reduziertes Perianth). Die Blüten duften meist. Es sind Deckblätter (Schuppe) vorhanden. Die männlichen Blüten besitzen wenige bis einige freie oder verbundene Staubblätter, die weiblichen einen oberständigen, ein- oder zweikammerigen, oft behaarten, gestielten bis sitzenden Fruchtknoten mit einem oder zwei kurzen bis langen Griffeln oder keinen. Es sind eine oder zwei, gelappte oder ganze Narben vorhanden.
Es werden meist zwei- bis vierklappige, mehrsamige Kapselfrüchte gebildet, die Samen sind behaart.

## Ökologie

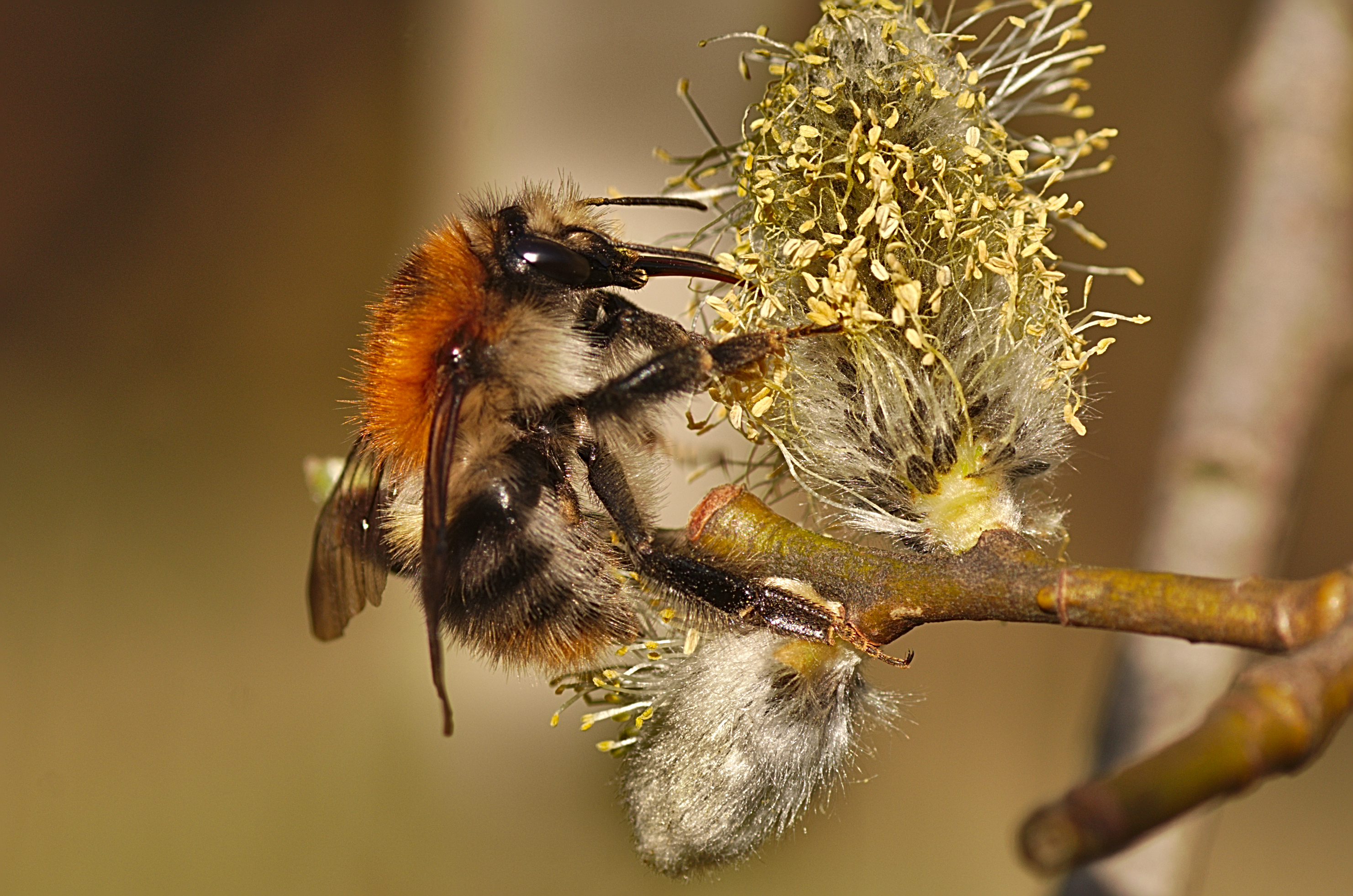
Eine Baumhummel sammelt Nektar an einem Blütenkätzchen

Die meisten Weiden pflanzen sich generativ durch Samen fort. Viele Arten können sich auch sehr gut vegetativ vermehren, wie zum Beispiel die Bruch-Weide (Salix fragilis): Bei Hochwasser werden Zweige abgebrochen und ans Ufer geschwemmt, wo sie wurzeln können. Die sehr gute vegetative Vermehrbarkeit wird auch wirtschaftlich zur Vermehrung in Baumschulen oder zur ingenieurbiologischen Böschungs- und Uferbefestigung genutzt.
Weiden sind zweihäusig getrenntgeschlechtig (diözisch), es gibt männliche und weibliche Individuen. In natürlichen Beständen ist das Verhältnis beider Geschlechter zugunsten der weiblichen Exemplare verschoben. Angepflanzte, vegetativ erzeugte Bestände können auch rein männlich oder rein weiblich sein.
Die Blütezeit der Weiden beginnt je nach Art bereits sehr zeitig im Frühjahr (März), spät blühende Arten wie Salix pentandra blühen etwa im Mai/Juni. Verschiebungen durch die geografische Lage innerhalb einer Art sind möglich. Die Blüten werden von Bienen und anderen nektarsammelnden Insekten aufgesucht und bestäubt. Für Hummeln, Wildbienen und die Honigbiene sind insbesondere die frühblühenden Arten Salix caprea, Salix cinerea, Salix viminalis oder Salix daphnoides sehr wichtig. Die Blütenstände der Weiden sind Kätzchen. Die in der insektenarmen Tundra und der ehemaligen Mammutsteppe beheimatete Kraut-Weide wird durch den Wind bestäubt.

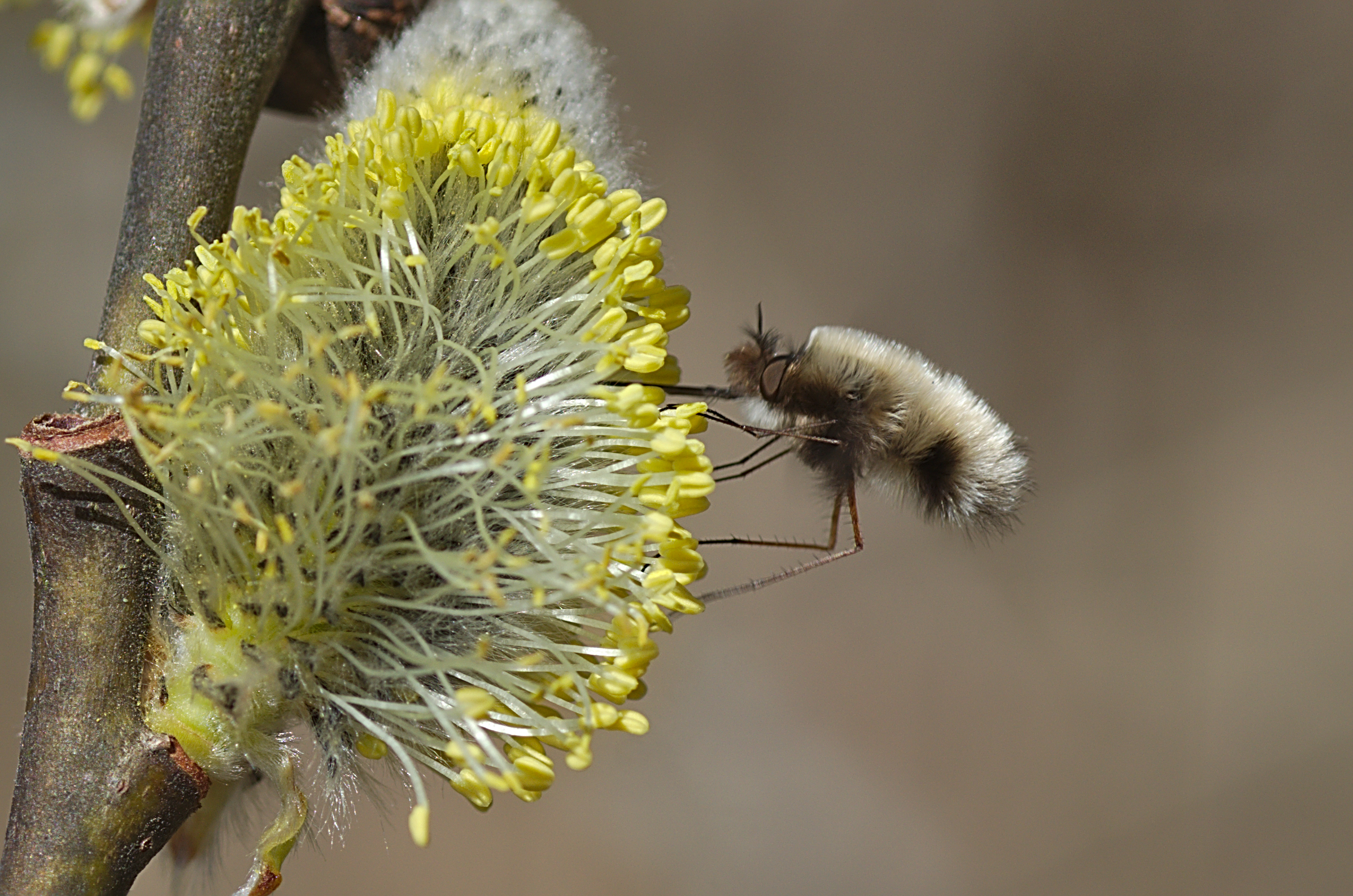
Ein Wollschweber auf Nahrungssuche an einem Blütenkätzchen

Aus den weiblichen Blütenständen entwickeln sich nach Bestäubung vielsamige Kapselfrüchte. Die Samenentwicklung erfolgt ziemlich rasch, bereits nach vier bis sechs Wochen sind die Früchte reif, springen auf und geben den Samen frei. Allein die Früchte der Lorbeer-Weide reifen im Spätherbst und geben den Samen den ganzen Winter über frei, so dass ihr Samen überwintert.
Weidensamen sind die wohl kleinsten einheimischen Gehölzsamen, zwischen 1 und 1,5 Millimeter lang und 1⁄5 Millimeter breit, von einem Haarkranz umgeben. Die Ausbreitung erfolgt durch den Wind (Windausbreitung). Weidensamen gehören zu den Haarfliegern und Schirmfliegern (Trichometeorochorie – Meteorochorie – Anemochorie). Die Samen können weite Strecken überwinden. Großstrauch- oder Baumweiden produzieren hunderttausende Samen jedes Jahr.
Bedingt durch seine geringe Größe ist der Weidensamen nur sehr notdürftig mit Vorratsstoffen für den Keimling ausgestattet. Die junge Pflanze ist auf sich allein gestellt und sehr anfällig gegenüber Austrocknung und Licht- und Nährstoffkonkurrenz durch andere Pflanzen. Auf dicht bewachsenen Flächen hat sie keine Chance. Weiden sind somit ausgesprochene Pionierpflanzen. Durch die weite Ausbreitung des Samens mit dem Wind können sie vegetationsfreie Standorte (Schwemmland-, Waldbrand- oder Bodenerosions-Flächen) schnell besiedeln, da hier keine Konkurrenz herrscht. Der Samen keimt bei guten Bedingungen innerhalb von 24 Stunden. Die Pflanzen können unter günstigen Umständen im ersten Jahr 0,3 bis 1 Meter Höhe erreichen. Die Fruchtbarkeit setzt ab dem 4. Lebensjahr ein.
Baumweiden erreichen selten ein Alter von mehr als 80 Jahren.

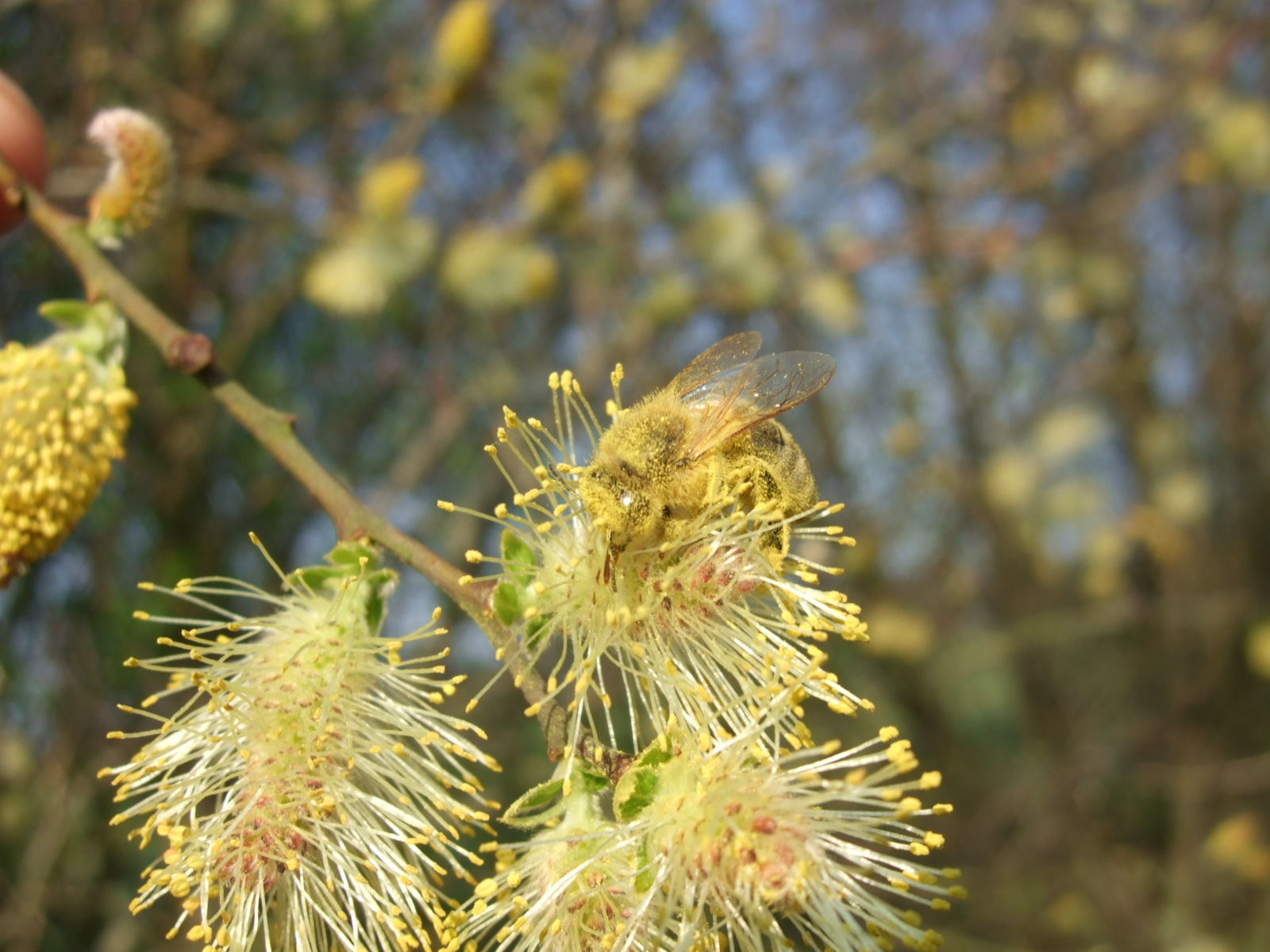
Männliche Blütenkätzchen von Salix cinerea mit Honigbiene
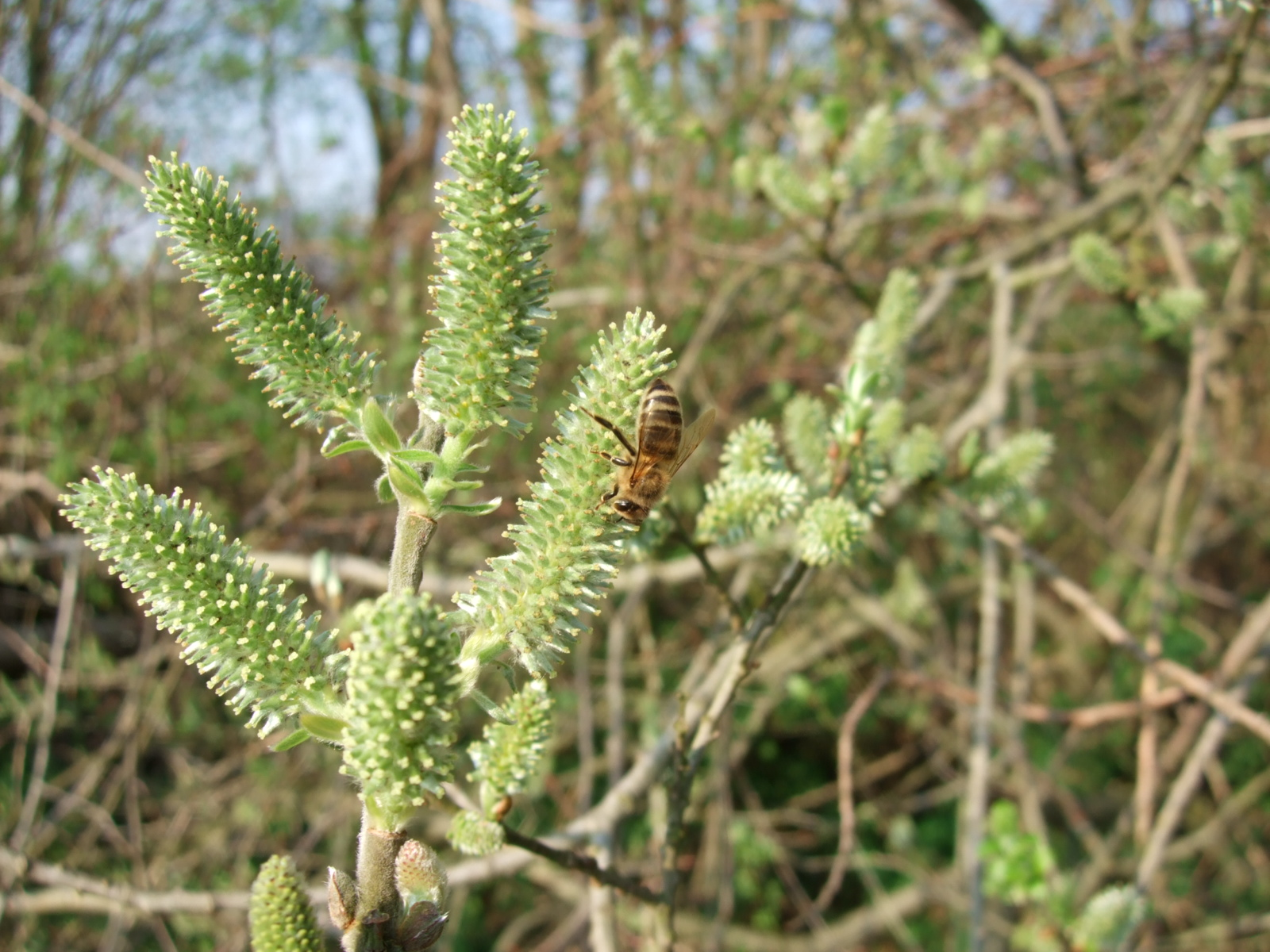
Weibliche Blütenkätzchen von Salix cinerea mit Honigbiene
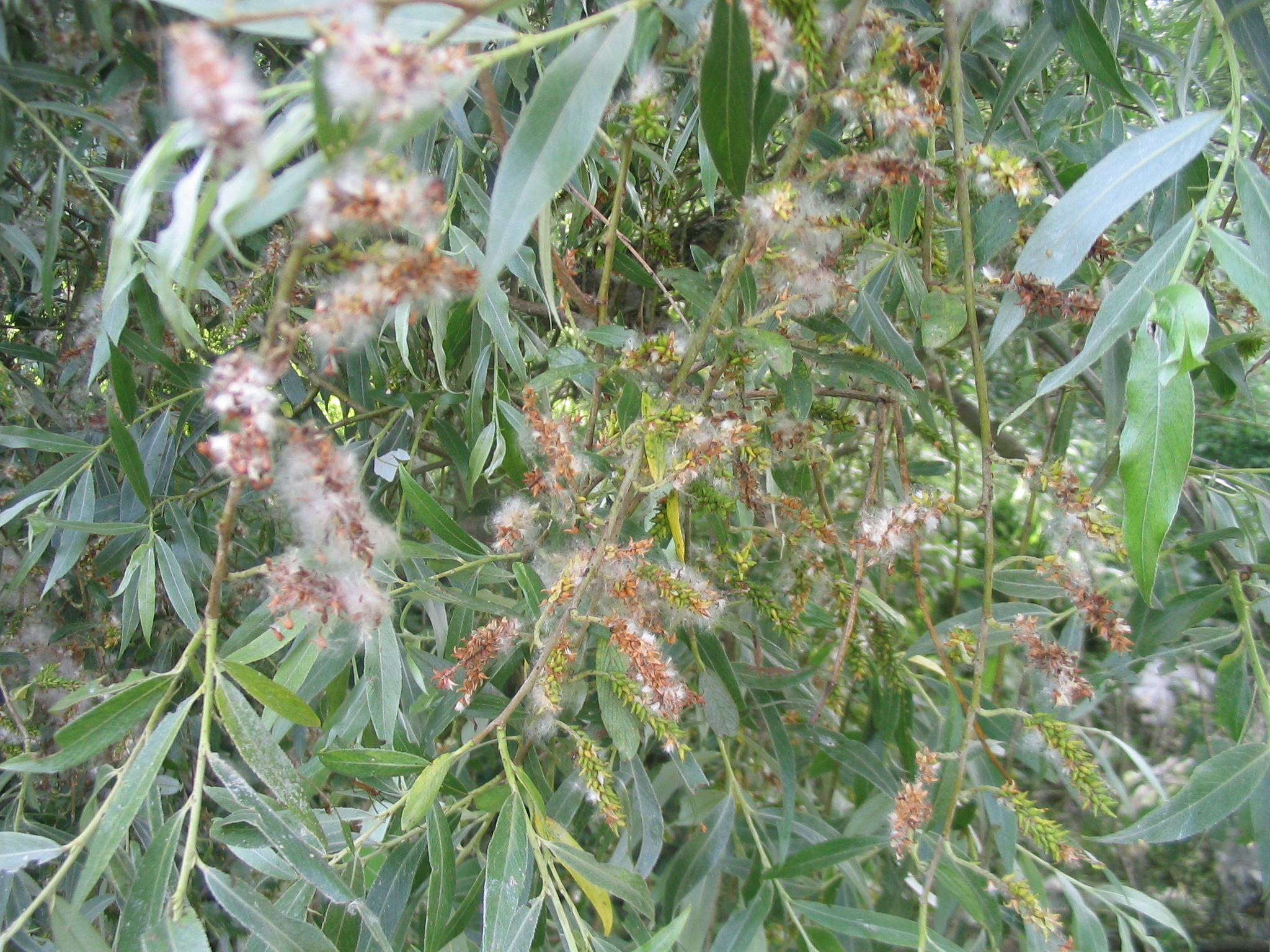
Reifer Fruchtstand der Silber-Weide (Salix alba)
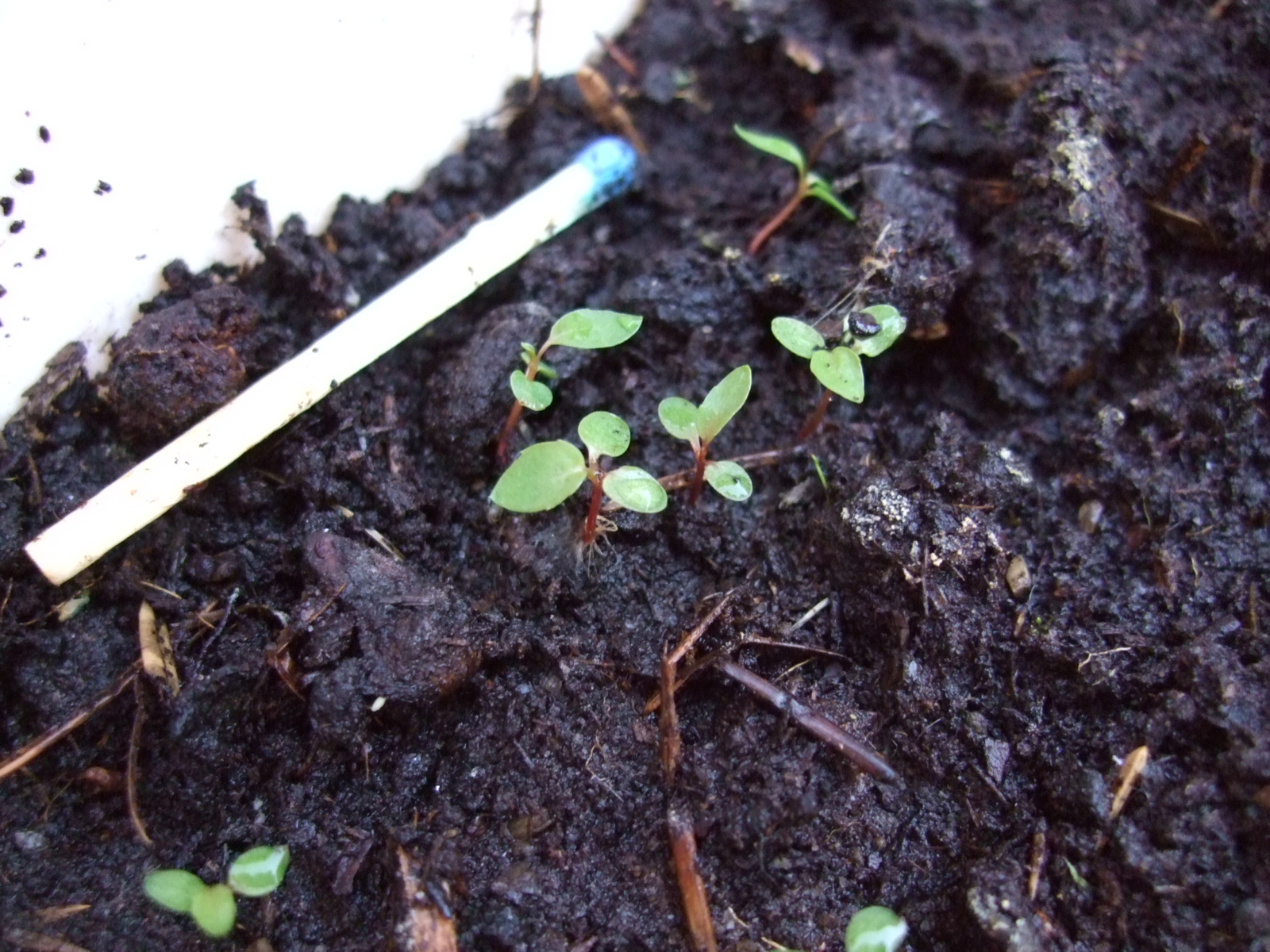
Sämlinge von Salix cinerea (4 Wochen alt)

## Nutzung

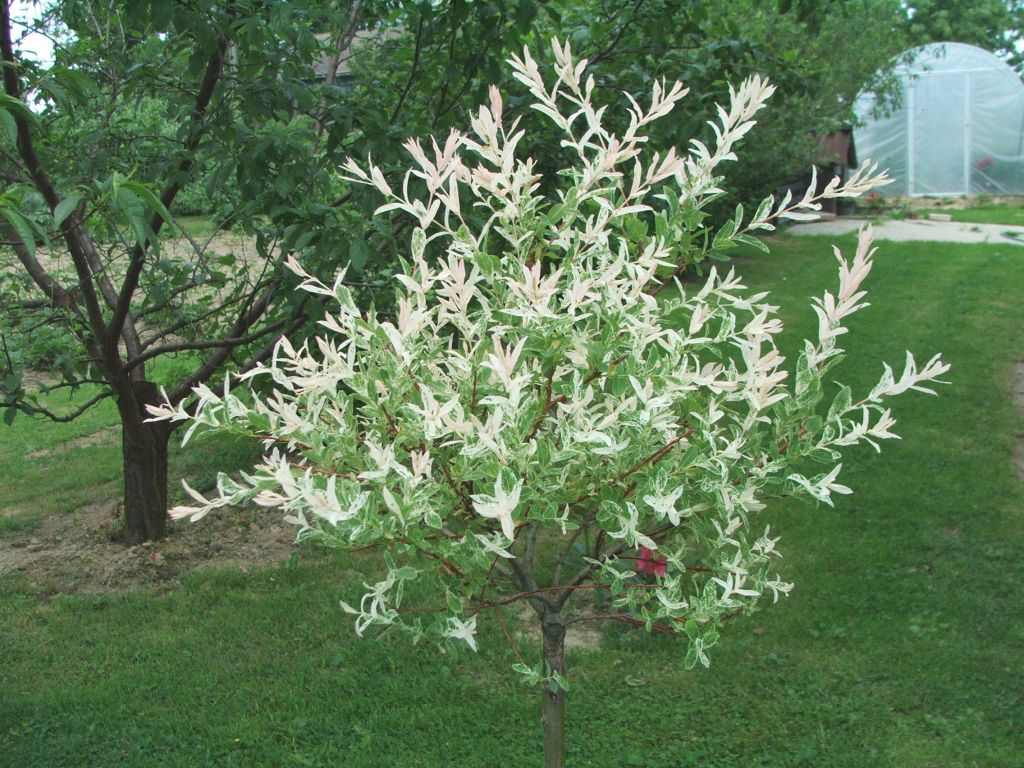
Harlekin-Weide (Hakuro Nishiki) Salix integra

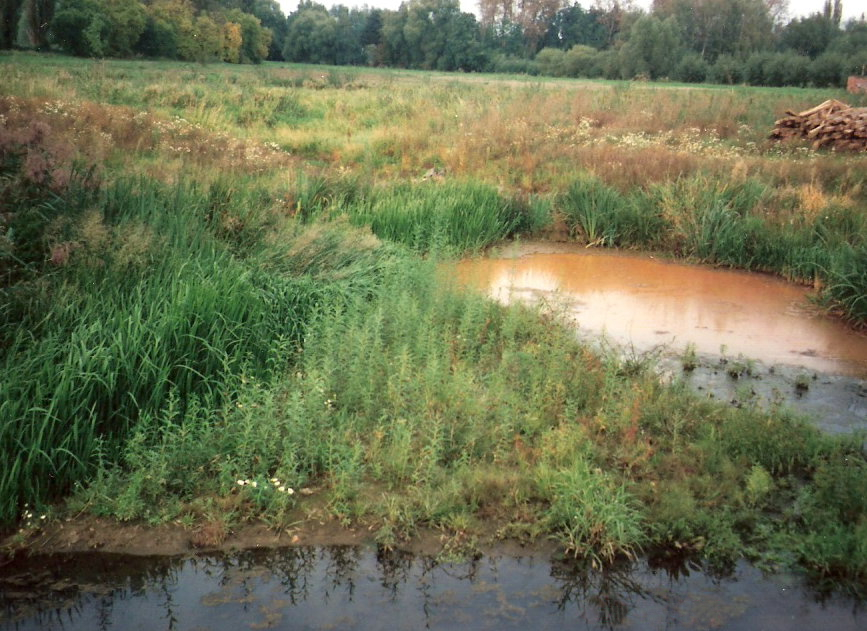
Neulandbesiedelung durch Salix viminalis.

### Zierpflanzen
- Echte, Chinesische oder Babylonische Trauerweide (Salix babylonica): Diese in China heimische Art ist in Europa selten angepflanzt. In Parks und Gärten häufig gepflanzt ist hingegen Salix×sepulcralis Simonk., der winterhärtere Hybride der Echten Trauerweide mit der Silberweide (Salix alba). Er ist als Salix alba ‘Tristis’ oder (fälschlich als) Salix babylonica im Handel (siehe Gartenbaudatenbank). Die Chinesische Trauerweide ist anhand der braunen Zweige deutlich von dieser Trauerweide mit ihren gelben Zweigen unterscheidbar.
- Harlekin-Weide (Salix integra Thunb. ‘Hakuro Nishiki’)
- Korkenzieher-Weide (Salix matsudana Koidz.): Zierpflanze aus China.

### Ingenieurbiologie
Lebende Weiden sind ein wichtiges Arbeitsmittel in der Ingenieurbiologie. Wegen ihrer guten Bewurzelungseigenschaft und den geringen Ansprüchen an den Boden werden Weiden häufig zur Befestigung des Bodens verwendet, zum Beispiel an Hängen mit Rutschgefahr. Dazu eignen sich zum Beispiel die Salix purpurea oder, für feuchtere Hänge, die Schwarz- oder Großblatt-Weide. Wichtig ist, dass sie nicht zu nahe nebeneinander gepflanzt werden, da sie sich sonst gegenseitig zu viel Licht wegnehmen und teilweise degenerieren und somit nicht mehr fähig sind, den Boden zu befestigen.

Weiden werden häufig auch an Bächen, deren Ufer unterspült werden, gepflanzt. Die Silberweide (Salix alba) und die Bruchweide (Salix fragilis) eignen sich dazu sehr gut, da sie auch in sehr feuchten oder sogar häufig überschwemmten Böden gedeihen. Die Wurzeln reichen durchschnittlich bis in ungefähr zwei Meter Tiefe.

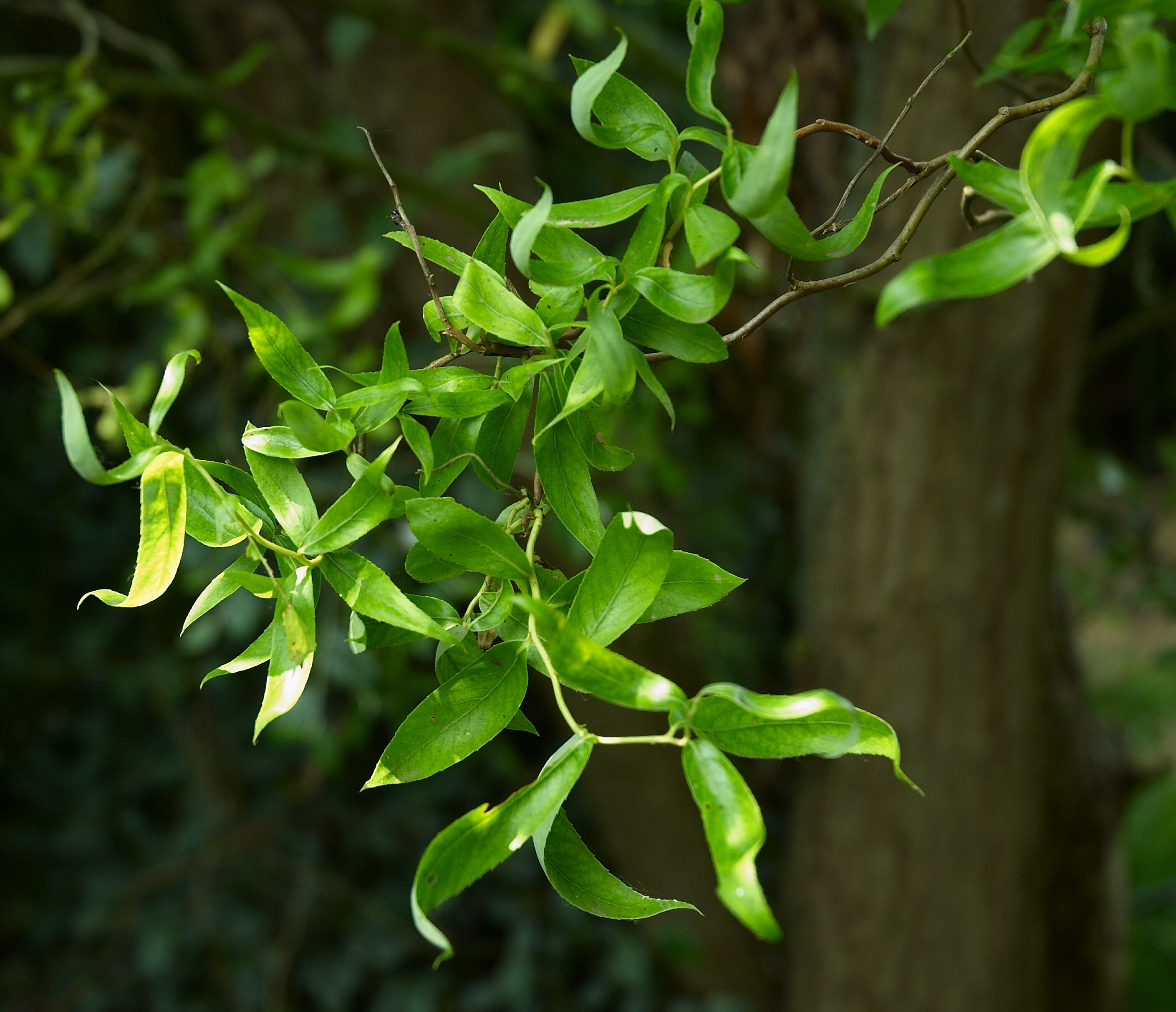
Korkenzieher-Weide (Salix matsudana)

### Heilkunde und Medizin
Die Borke der Weiden kann getrocknet und als Tee aufgebrüht werden. Sie enthält Gerbstoffe, Phenolglykoside, Salicin und acylierte Salicinderivate (u. a. Salicortin, Fragilin, Populin). Vor allem das Salicin wird im Körper zu Salicylsäure umgewandelt, welches der Grundstoff von Medikamenten auf der Basis von Acetylsalicylsäure (ASS) ist. Salicylsäure wirkt fiebersenkend, schmerzlindernd und antirheumatisch. Die Wirkung der Weidenborke (auch: Weidenrinde) ist aber stärker, als es dem Salicingehalt entspricht, daher werden synergistische (unterstützende) Wirkungen der sonstigen Inhaltsstoffe (v. a. der Flavonoide) vermutet. Das Weidenlaub wurde im Mittelalter als harntreibendes Mittel eingesetzt.

### Zweige und Blätter

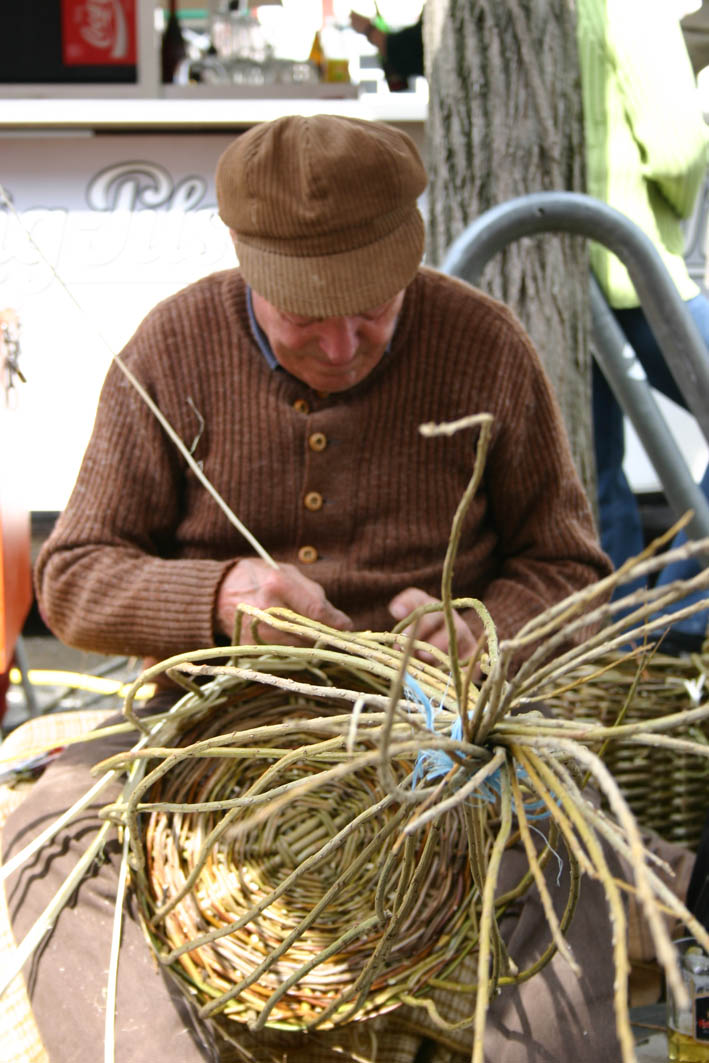
Ein Korbflechter bei der Arbeit

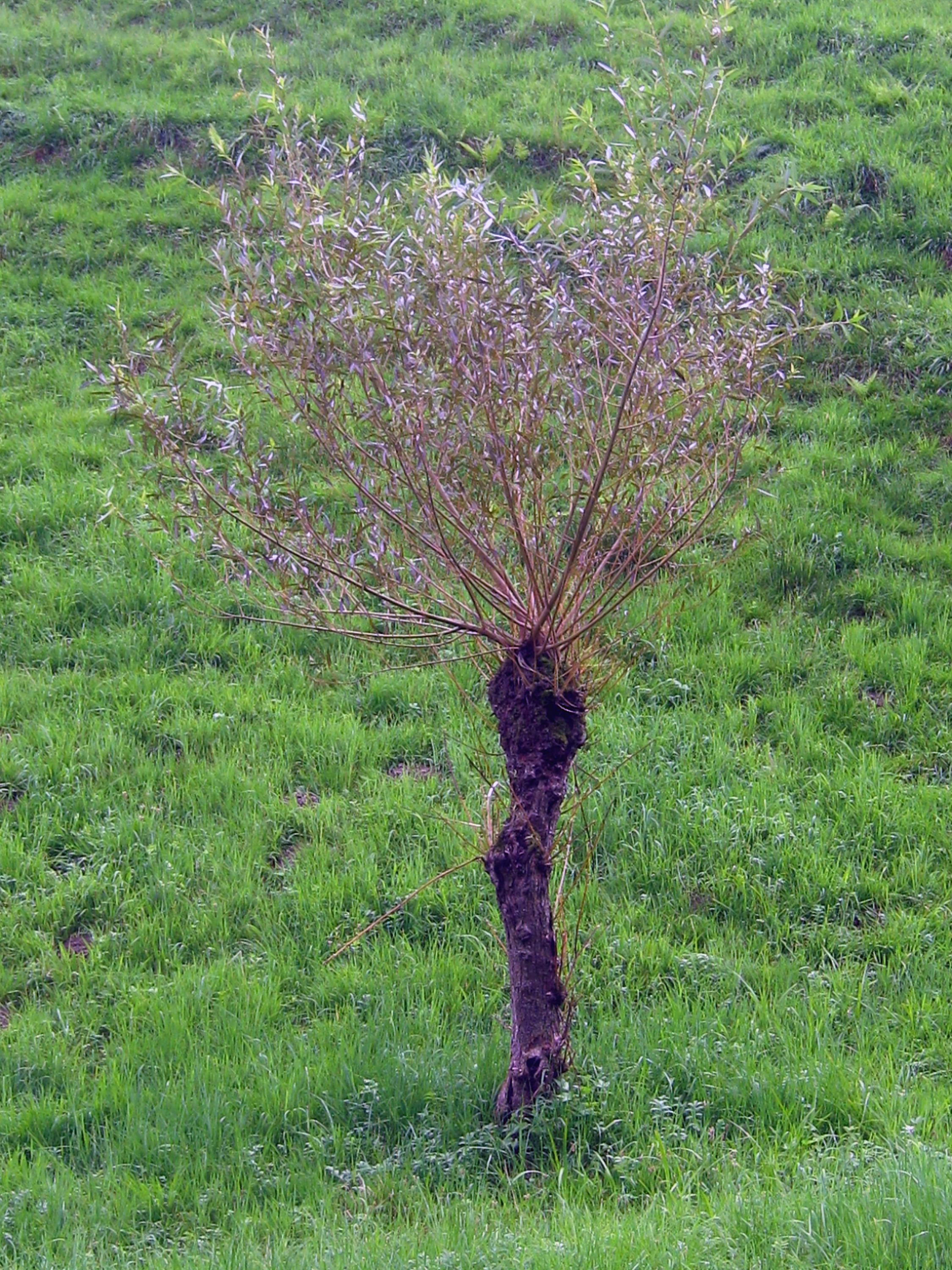
Kopfweide im Kanton St. Gallen

Die Zweige von einigen Weiden-Arten, vor allem der Korb-Weide, dienen als Material zum Flechten von Flechtwerk wie Körben und zum Binden von Daubenware.
Im Bauhandwerk wurden Weidenzweige früher zur Herstellung von Flechtwänden, geflochtenen Ausfachungen von Fachwerk und als sogenannte Wieden zum Binden von Weichdächern aus Ried oder Stroh verwendet. Die wirtschaftliche Bedeutung der Weidenflechterei hat im Zuge der Industrialisierung stark abgenommen. Früher wurden Weiden sehr häufig zu Kopfweiden geschneitelt, um jährlich junge biegsame Zweige zur Flechterei ernten zu können. In einigen Landstrichen (z. B. im Itzgrund) ist das heute noch der Fall.
Nach einer Faustregel gilt: Je schmaler die Blätter sind, desto besser lässt sich die Weide verflechten. Weiden mit runden Blättern sind oft recht brüchig.
Die Blätter der meisten Weidenarten sind als Viehfutter geeignet.
Bereits für das Mesolithikum sind Seile und Fischernetze aus Weidenbast nachgewiesen.

### Holz

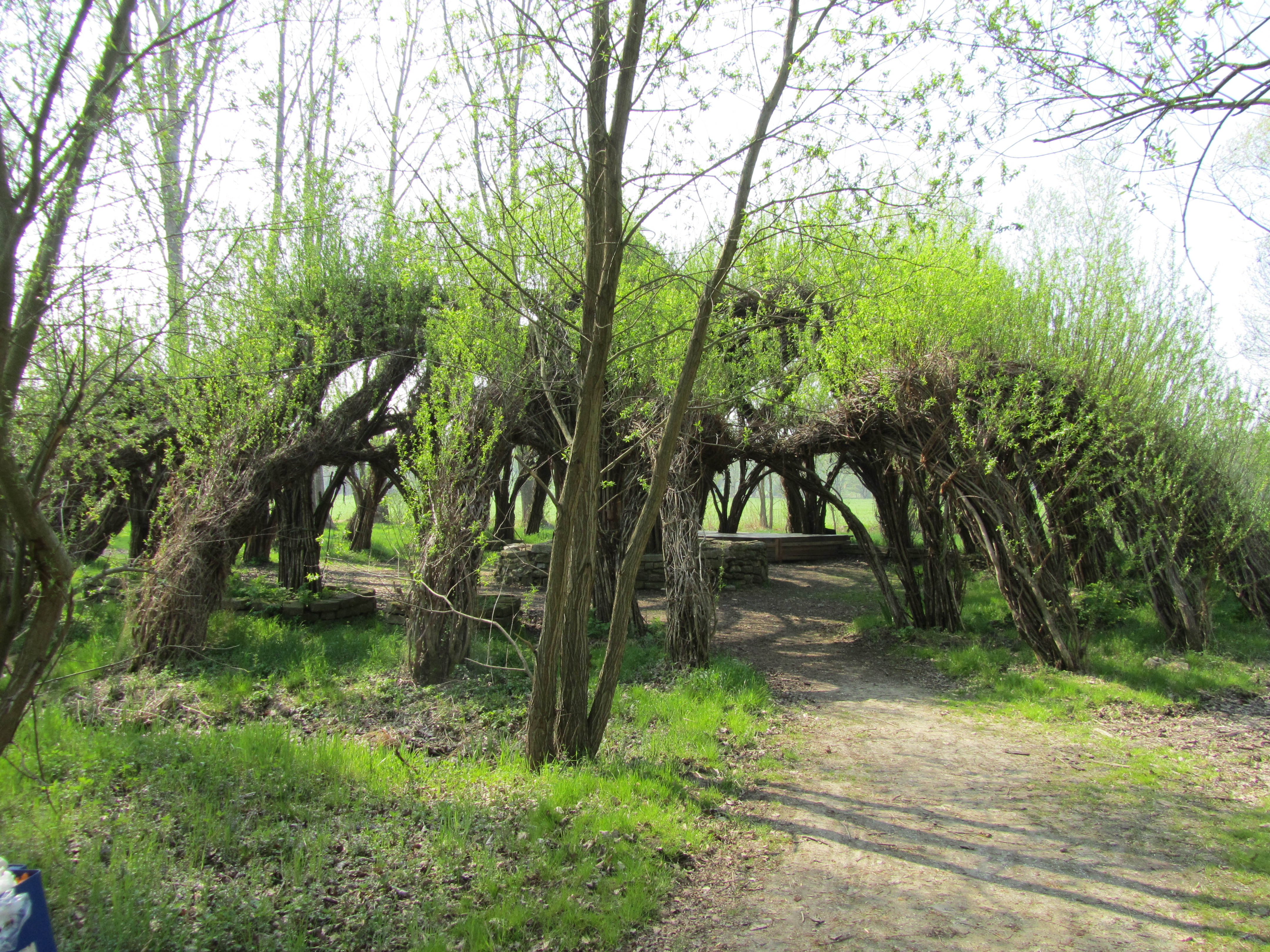
Weidenrutenpalast mit angewurzelten Weidenstecklingen in Auerstedt, Thüringen

In Europa wird vor allem das Holz der Silberweide (Salix alba) sowie verschiedener Unterarten und Varietäten wie die Trauer-, die Cricket- und die Dotterweide genutzt. Es findet für unterschiedliche Anwendungen – insbesondere als Rund-, Industrie- und Schnittholz – Verwendung, zudem werden erhebliche Mengen energetisch verwertet (als biogener Brennstoff unter anderem in Heizwerken). Es wird zu Spanplatten und Spanholzformteilen sowie zu Schälfurnieren verarbeitet und als Blindholz für Möbel eingesetzt. Wie Pappelholz wird es zudem in der Zündholzindustrie verarbeitet, außerdem werden aus Schälfurnier der Weide Sperrholz, Schichtholz für gebogene Formteile, Spankörbe für Obst und Gemüse und Geschenkverpackungen produziert. Speziell in England stellt Weidenholz den Werkstoff zur Herstellung der Schlagbretter von Cricketschlägern dar und hat die Aufgabe, den bis zu 130 km/h schnellen Ball in seinem Aufprall zu dämpfen (die Cricketweide, eine Unterart der Silberweide, erhielt hierdurch ihren Namen). Weidenholz wird ebenso wie Pappelholz zunehmend nicht nur im Forst, sondern auch in Kurzumtriebsplantagen erzeugt.
Kopfweiden sind eine durch den Menschen aufgrund der Nutzung zur Gewinnung von Flechtwerk oder Grünfutter (Laub) erzeugte Wuchsform von einigen Weidenarten.

## Systematik
Die Gattung Salix wurde durch Carl von Linné aufgestellt. Ein Synonym von Salix L. ist Pleiarina Raf.

### In Europa heimische Arten

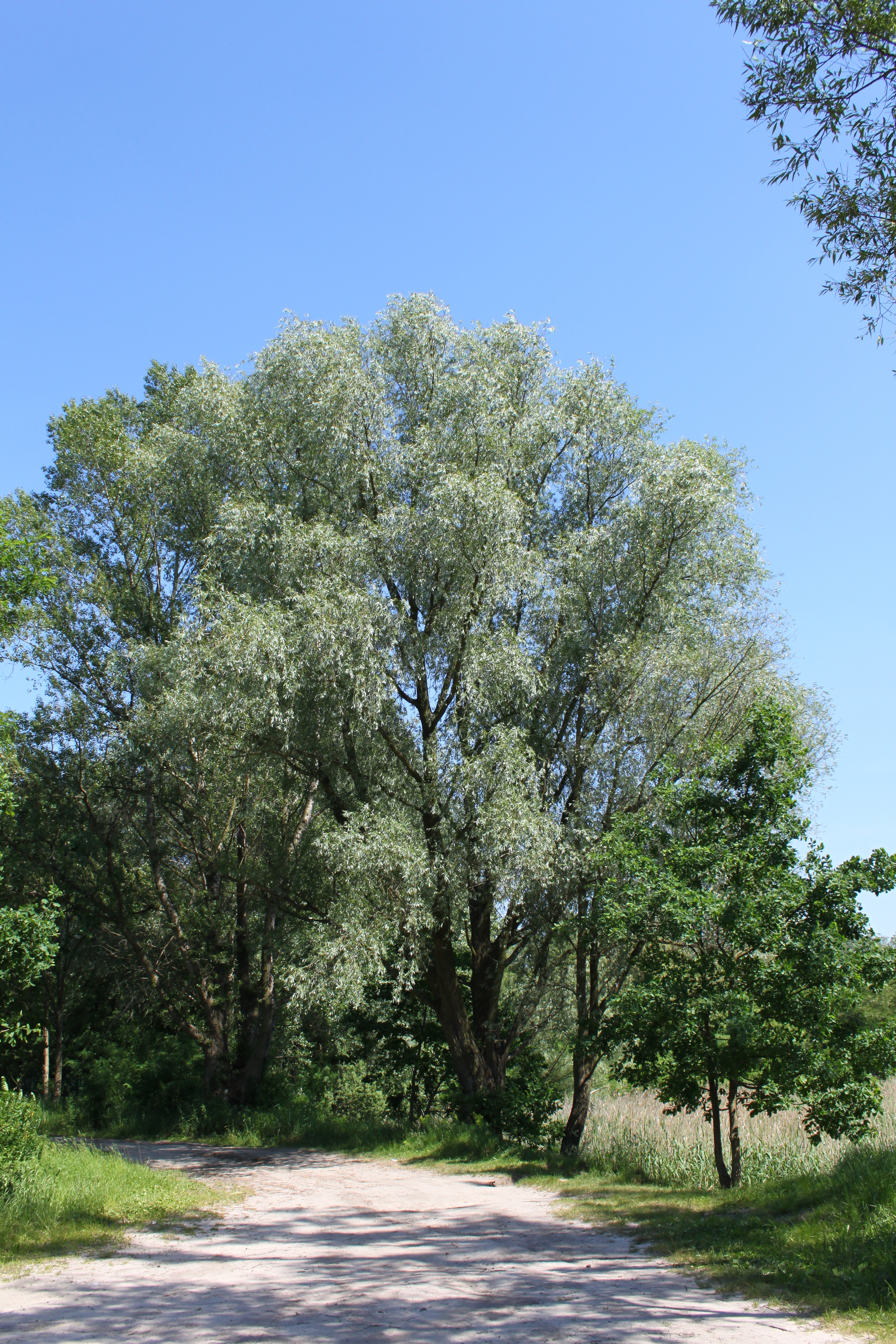
Silber-Weide (Salix alba)

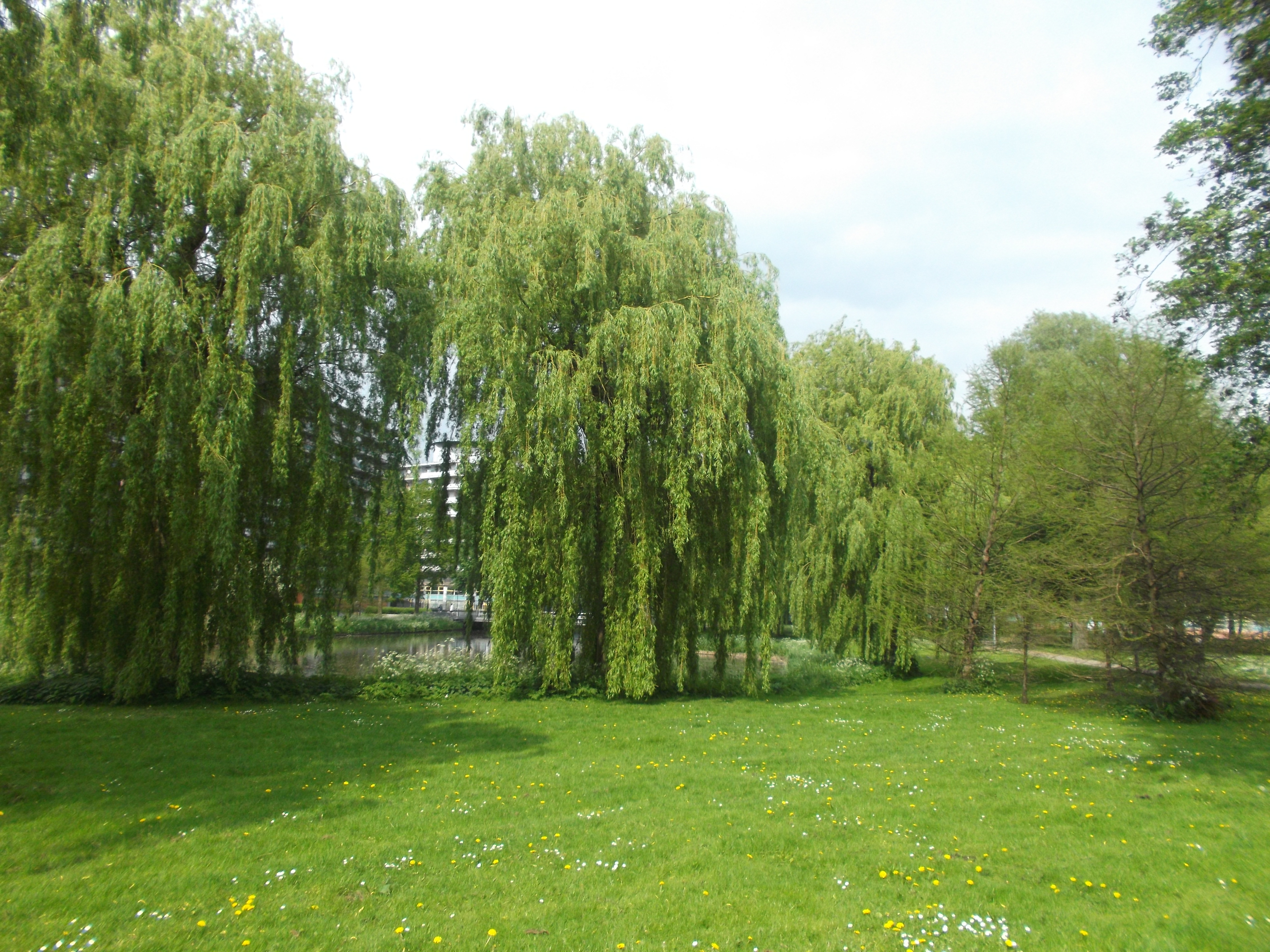
Salix ×sepulcralis

Bäume und Sträucher, die höher als 4 Meter werden können:
- Spitzblättrige Weide (Salix acutifolia Willd.): Sie erreicht Wuchshöhen von 3 bis 10 Metern und ist in Nord- sowie Osteuropa, Zentralasien, im Kaukasusraum und im westlichen Sibirien weitverbreitet.[6]
- Silber-Weide (Salix alba L.): Sie erreicht Wuchshöhen von 6 bis 30 Metern. Es gibt Unterarten, Varietäten und Hybriden:
  - Gelbe Weide, auch Dotter-Weide (Salix alba subsp. vitellina (L.) Arcang.): Sie kommt in Asien vor.
  - und weitere Unterarten und Hybride der Silber-Weide wie die Trauerweide
- Apenninen-Weide (Salix apennina A.Skvortsov): Sie erreicht Wuchshöhen von 2 bis 6 Metern und kommt nur in Italien vor.[6]
- Großblättrige Weide (Salix appendiculata Vill.), 2 bis 9 Meter
- Sal-Weide (Salix caprea L.), 2 bis 15 Meter
- Reif-Weide (Salix daphnoides Vill.), 3 bis 10 Meter
- Filzast-Weide (Salix ×dasyclados Wimm.), 3 bis 5 Meter
- Lavendel-Weide (Salix eleagnos Scop.), 3 bis 6 Meter
- Bruch-Weide (Salix fragilis L.), 3 bis 15 Meter
- Lorbeer-Weide (Salix pentandra L.), 4 bis 12 Meter
- Purpur-Weide (Salix purpurea L.), bis 6 Meter
- Mandel-Weide (Salix triandra L.), 2 bis 7 Meter
- Korb-Weide (Salix viminalis L.), 3 bis 5 Meter

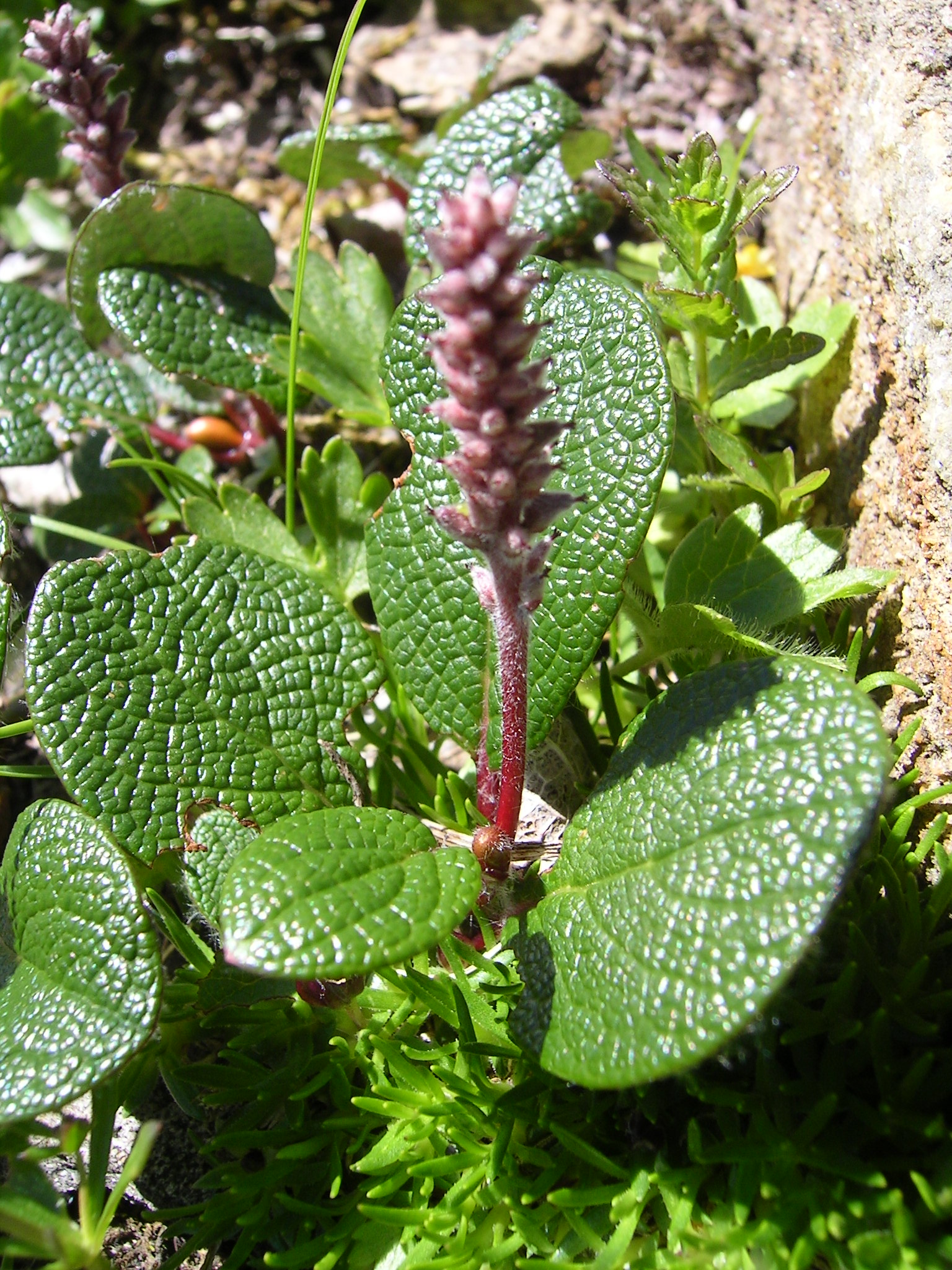
Netz-Weide (Salix reticulata)

Kleine Arten bis 4 Metern Wuchshöhe:

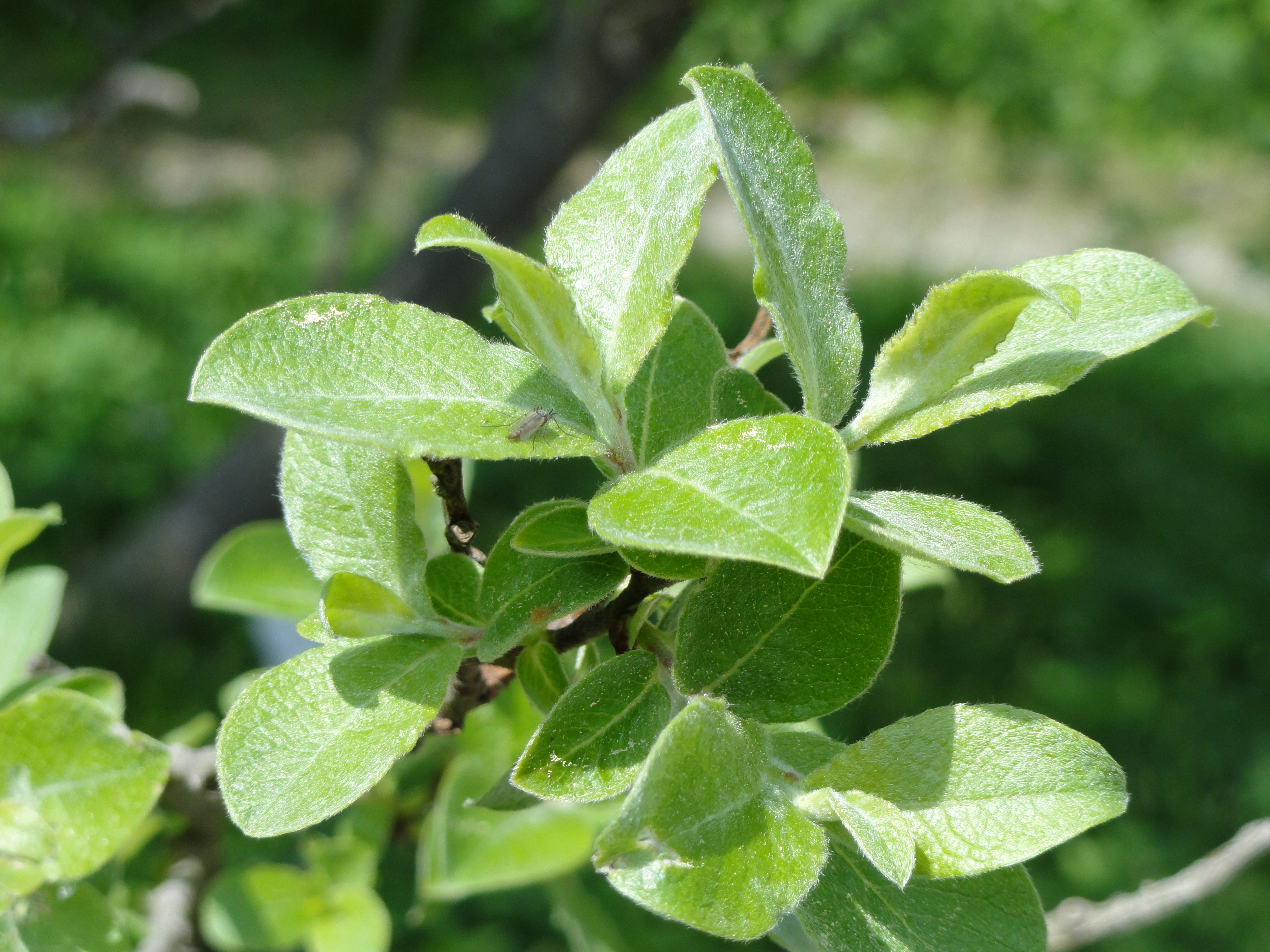
Persische Weide (Salix aegyptiaca)

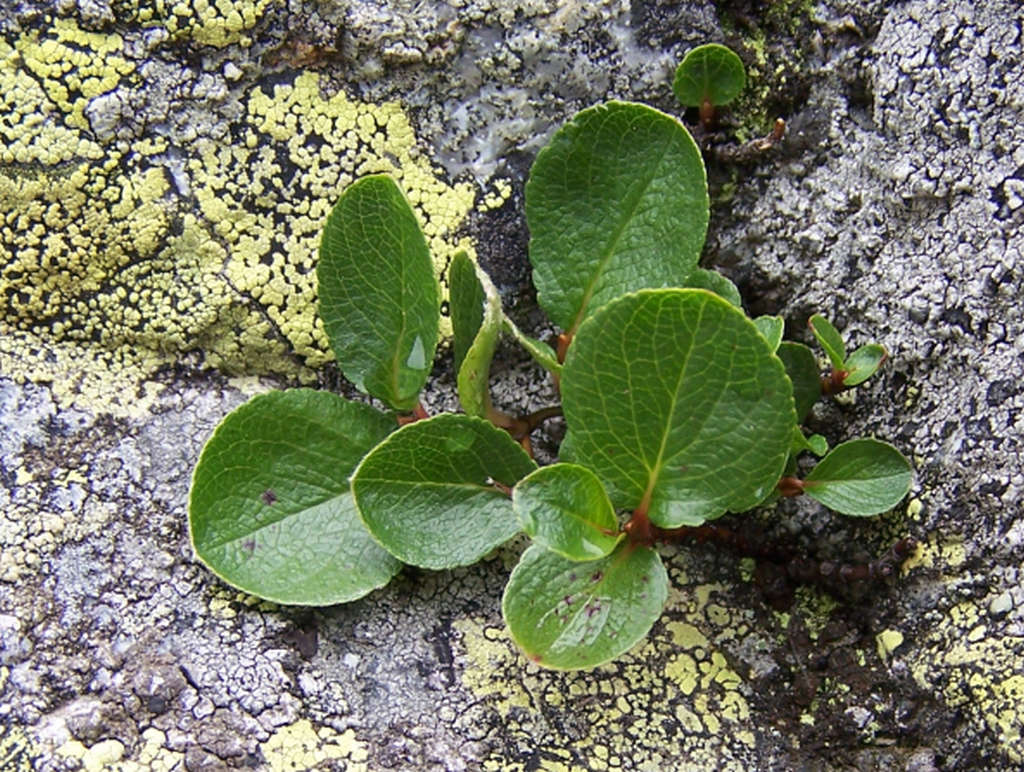
Krautweide (Salix herbacea)

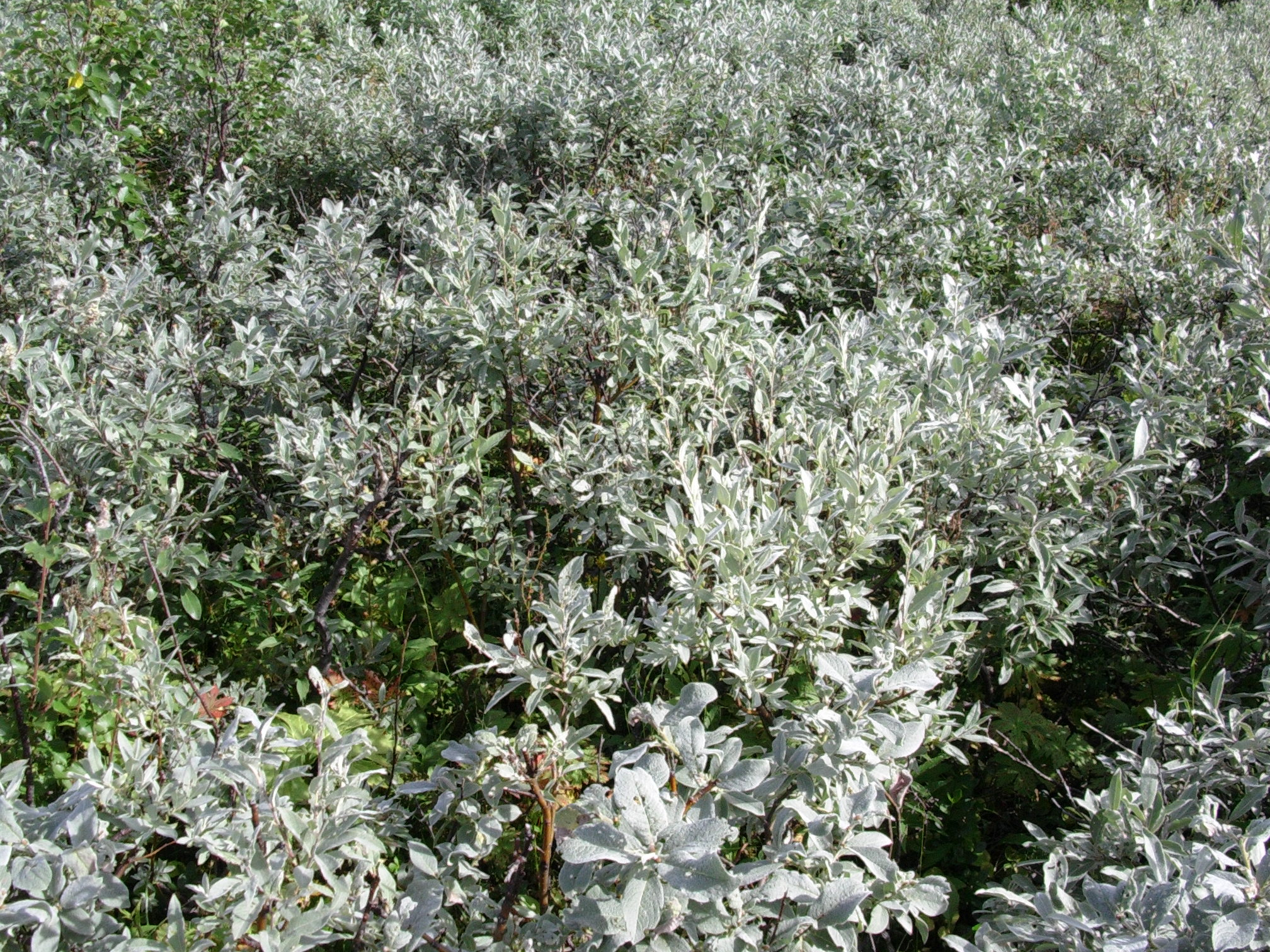
Lappland-Weide (Salix lapponum)

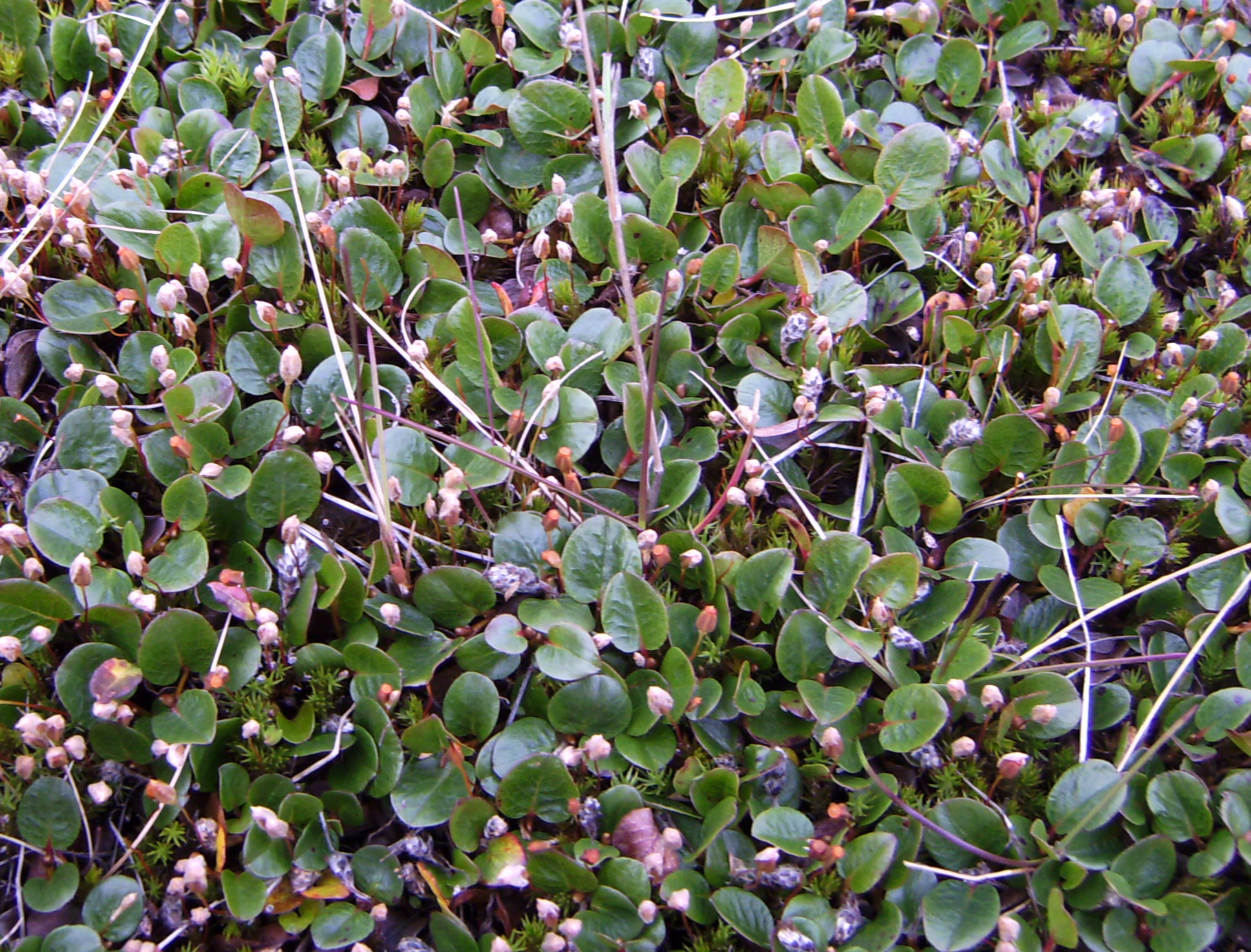
Polar-Weide (Salix polaris)

- Persische Weide (Salix aegyptiaca L.)
- Alpen-Weide (Salix alpina Scop.), Zwergstrauch. Sie kommt in Österreich, in der Schweiz, in Italien, Kroatien, Slowenien, in Polen, in der Slowakei, in Makedonien, Rumänien und in der Ukraine vor.[7]
- Salix amplexicaulis Bory: Sie kommt in Südosteuropa und in der Türkei vor.[6]
- Salix arbuscula L.: Sie ist in Nord- sowie Osteuropa, in Zentralasien, im Kaukasusraum und in Sibirien weitverbreitet.[6]
- Arktische Weide (Salix arctica Pallas), Zwergstrauch
- Salix atrocinerea Brot.: Sie kommt in Nordwestafrika, in Portugal, Spanien, Frankreich, Belgien, den Niederlanden, Großbritannien und Irland vor.[6]
- Ohr-Weide (Salix aurita L.), 3 Meter
- Zweifarben-Weide (Salix bicolor Willd.): Dieser kleine Strauch ist in Deutschland ausgestorben.[8] Er kommt in Süd- sowie Mitteleuropa und in der Ukraine vor.[6]
- Kurzzahn-Weide, Matten-Weide (Salix breviserrata Flod.): Dieser Zwergstrauch kommt in Spanien, Frankreich, der Schweiz, Deutschland, Italien und Österreich vor.[6]
- Hechtblaue Weide (Salix caesia Vill.), kleiner Strauch
- Salix cantabrica Rech. f.: Sie kommt nur in Spanien vor.[6]
- Salix caspica Pallas: Sie kommt in Europa in Russland und in Aserbaidschan vor.[7]
- Asch-Weide oder Grau-Weide (Salix cinerea L.), 4 Meter
- Salix crataegifolia Bertol.: Sie kommt nur in Italien vor.[7]
- Salix floderusii Nakai (Syn.: Salix xerophila Flod.): Sie ist in Norwegen, Schweden, Finnland, Russland, der Volksrepublik China und Korea weitverbreitet.[6]
- Ruch-Weide (Salix foetida Schleich. ex DC.): Sie erreicht Wuchshöhen von 2 Metern und kommt in Frankreich, Andorra, der Schweiz, Italien sowie Österreich vor.[6]
- Kahle Weide, Glanz-Weide (Salix glabra Scop.), Zwergstrauch
- Seidenhaarige Weide (Salix glauca L.): Sie kommt in zwei Unterarten vor; beide wachsen als Zwergsträucher.
- Seiden-Weide (Salix glaucosericea Flod.): Dieser Zwergstrauch kommt in Frankreich, Italien, der Schweiz und Österreich vor.[6]
- Spieß-Weide (Salix hastata L.), Zwergstrauch
- Hochtal-Weide (Salix hegetschweileri Heer): Sie erreicht Wuchshöhen von bis zu 4 Metern und kommt in Frankreich, Italien, der Schweiz sowie Österreich vor.[6]
- Schweizer Weide (Salix helvetica Vill.), kleiner Strauch bis 1,5 Meter
- Kraut-Weide (Salix herbacea L.), Zwergstrauch
- Flaum-Weide (Salix laggeri Wimm.): Dieser kleiner Strauch mit Wuchshöhen von bis zu 2 Metern kommt in Frankreich, Italien, der Schweiz und Österreich vor.[6]
- Woll-Weide (Salix lanata L.) (Syn.: Salix glandulifera Flod.), Strauch bis 1,5 Meter
- Lappland-Weide (Salix lapponum L.), Zwergstrauch
- Tauern-Weide (Salix mielichhoferi Saut.): Sie wird 1–4 Meter hoch.
- Schwarz-Weide, Schwarzwerdende Weide (Salix myrsinifolia Salisb.), bis 4 Meter. Mit drei Unterarten:
  - Salix myrsinifolia subsp. myrsinifolia:
  - Salix myrsinifolia subsp. borealis (Fr.) Hyl. (Syn.: Salix borealis Fries): Sie kommt in Norwegen, Schweden, Finnland und im nördlichen europäischen Russland vor und ist in Island eingebürgert.[7]
  - Salix myrsinifolia subsp. kolaënsis (Schljakov) Elven: Sie kommt in Norwegen, Schweden, Finnland und im nördlichen europäischen Russland vor.[7]
- Heidelbeer-Weide (Salix myrtilloides L.), Zwergstrauch
- Salix nummularia Andersson: Sie kommt in Sibirien, in Russlands fernen Osten, in der Mongolei und auf Hokkaidō vor.[6]
- Salix pedicellata Desf.: Sie kommt in Marokko, Algerien, Tunesien, Spanien, Sardinien, Korsika, Sizilien, Syrien, Libanon und in der Türkei vor.[6]
- Teeblättrige Weide (Salix phylicifolia L.), bis 4 MeterBäumchen-Weide (Salix waldsteiniana)

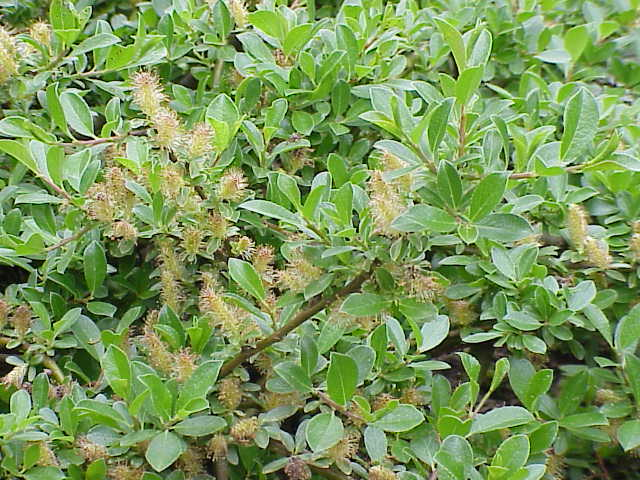
Bäumchen-Weide (Salix waldsteiniana)

- Polar-Weide (Salix polaris Wahlenb.), Zwergstrauch
- Salix pulchra Cham.: Sie kommt in Europa in Russland vor.[7]
- Salix pyrenaica Gouan: Sie kommt in Spanien und Frankreich vor.[6]
- Salix pyrolifolia Ledeb.: Sie kommt in Finnland, im europäischen Russland, in Sibirien, Kasachstan, in der Mongolei und in Russlands fernen Osten vor.[6]
- Salix recurvigemmata A.K.Skvortsov (Syn.: Salix recurvigemmis A.K.Skvortsov): Sie kommt in Europa in Russland vor.[7]
- Kriech-Weide (Salix repens L.), kleiner Spalierstrauch, mit den Unterarten:
  - Sand-Kriech-Weide (Salix repens subsp. arenaria (L.) Hiitonen)
  - Dünen-Kriech-Weide (Salix repens subsp. dunensis Rouy)
  - Salix repens L. subsp. repens
  - Rosmarin-Weide (Salix repens subsp. rosmarinifolia (L.) Andersson)
- Salix reptans Rupr.: Sie kommt im europäischen Russland vor.[6]
- Netz-Weide (Salix reticulata L.), Zwergstrauch
- Stumpfblättrige Weide (Salix retusa L., Syn.: Salix kitaibeliana Willd.), Zwergstrauch
- Salix salviifolia Brot.: Sie kommt in Portugal und in Spanien vor.[6]
- Quendel-Weide (Salix serpillifolia Scop.): Dieser Zwergstrauch kommt in Frankreich, Italien, der Schweiz, Deutschland, Österreich, Slowenien, Kroatien, Serbien, Montenegro, in Bosnien und Herzegowina.[6]
- Schlesische Weide (Salix silesiaca Willd.): Sie kommt in Tschechien, Polen, der Slowakei: Sie kommt in Südost- sowie Osteuropa vor.[6]
- Bleiche Weide (Salix starkeana Willd.), Zwergstrauch
- Salix tarraconensis Pau: Sie kommt nur in Spanien vor.[7]
- Bäumchen-Weide (Salix waldsteiniana Willd.): Dieser Zwergstrauch kommt in Mittel- sowie Südosteuropa vor.[6]
- Salix wilhelmsiana M.Bieb.: Sie ist in Westasien, Zentralasien, im Kaukasusraum, in China und in Indien weitverbreitet.[6]

- Die hochalpinen Arten Kraut-Weide (Salix herbacea), Netz-Weide (Salix reticulata) und Stumpfblättrige Weide (Salix retusa) werden unter dem Begriff „Gletscher-Weiden“ zusammengefasst.

### In Asien heimische Arten
| Liste der in Asien heimischen Arten (Auswahl) |
| --- |
| - Salix alatavica Kar. & Kir. ex Stschegl. - Salix alba L. - Salix alfredii Goerz ex Rehder & Kobuski - Salix amphibola C.K.Schneid. - Salix annulifera C.Marquand & Airy Shaw - Salix anticecrenata Kimura - Salix arctica Pall. - Salix araeostachya C.K.Schneid. - Salix argyracea E.L.Wolf - Salix argyrophegga C.K.Schneid. - Salix argyrotrichocarpa C.F.Fang - Salix atopantha C.K.Schneid. - Salix austrotibetica N.Chao - Salix babylonica L. - Salix baileyi C.K.Schneid. - Salix balansae Seemen - Salix balfouriana C.K.Schneid. - Salix bangongensis C.Wang & C.F.Fang - Salix berberifolia Pall. - Salix bhutanensis Flod. - Salix bikouensis Y.L.Chou - Salix biondiana Seemen - Salix bistyla Hand.-Mazz. - Salix blakii Goerz - Salix boseensis N.Chao - Salix bouffordii A.K.Skvortsov - Salix brachista C.K.Schneid. - Salix burqinensis Chang Y.Yang - Salix caesia Vill. - Salix calyculata Hook. f. ex Andersson - Salix capitata Y.L.Chou & Skvortsov - Salix caprea L. - Salix capusii Franch. - Salix carmanica Bornm. - Salix caspica Pall. - Salix cathayana Diels - Salix cavaleriei H.Lév. - Salix chaenomeloides Kimura - Salix characta C.K.Schneid. - Salix cheilophila C.K.Schneid. - Salix chekiangensis W.C.Cheng - Salix chienii W.C.Cheng - Salix chikungensis C.K.Schneid. - Salix chingiana K.S.Hao ex C.F.Fang & A.K.Skvortsov - Salix cinerea L. - Salix clathrata Hand.-Mazz. - Salix coggygria Hand.-Mazz. - Salix contortiapiculata P.I Mao & W.Z.Li - Salix crenata K.S.Hao ex C.F.Fang & A.K.Skvortsov - Salix cupularis Rehder - Salix cyanolimenaea Hance - Salix daguanensis P.I Mao & P.X.He - Salix daliensis C.F.Fang & S.D.Zhao - Salix daltoniana Andersson - Salix dalungensis C.Wang & P.Y.Fu - Salix dasyclados Wimm. - Salix delavayana Hand.-Mazz. - Salix denticulata Andersson - Salix dibapha C.K.Schneid. - Salix dissa C.K.Schneid. - Salix divergentistyla C.F.Fang - Salix doii Hayata - Salix donggouxianica C.F.Fang - Salix driophila C.K.Schneid. - Salix dunnii C.K.Schneid. - Salix eriocarpa Franch. & Sav. - Salix erioclada H.Lév. & Vaniot - Salix eriostachya Wall. ex Andersson - Salix ernestii C.K.Schneid. - Salix etosia C.K.Schneid. - Farges Weide (Salix fargesii Burkill) - Salix faxonianoides C.Wang & P.Y.Fu - Salix fedtschenkoi Goerz - Salix fengiana C.F.Fang & Chang Y.Yang - Salix flabellaris Andersson - Salix floccosa Burkill - Salix floderusii Nakai - Salix fragilis L. - Salix fulvopubescens Hayata - Salix gilashanica C.Wang & P.Y.Fu - Salix glareorum Mao & W.Z.Li - Salix glauca L. - Salix gonggashanica C.F.Fang & A.K. Skvortsov - Salix gordejevii Y.L.Chang & Skvortsov - Salix gracilior (Siuzew) Nakai - Salix gracilistyla Miq. - Salix guebriantiana C.K.Schneid. - Salix gyamdaensis C.F.Fang - Salix gyirongensis S.D.Zhao & C.F.Fang - Salix hainanica A.K.Skvortsov - Salix haoana Fang - Salix hastata L. - Salix heishuiensis N.Chao - Salix heterochroma Seemen - Salix heteromera Hand.-Mazz. - Salix hirticaulis Hand.-Mazz. - Salix hsinganica Y.L.Chang & Skvortsov - Salix humaensis Y.L.Chou & R.C.Zhou - Salix hupehensis K.S.Hao ex C.F.Fang & A.K.Skvortsov - Salix hylonoma C.K.Schneid. - Salix hypoleuca Seemen - Salix iliensis Regel - Salix inamoena Hand.-Mazz. - Salix insignis Andersson - Salix integra Thunb. - Salix jinchuanica N.Chao - Salix jingdongensis C.F.Fang - Salix jishiensis C.F.Fang & J.Q.Wang - Salix juparica Goerz ex Rehder & Kobuski - Salix kamanica C.Wang & P.Y.Fu - Salix kangdingensis S.D.Zhao & C.F.Fang - Salix kangensis Nakai - Salix karelinii Turcz. ex Stschegl. - Salix kirilowiana Stschegl. - Salix kochiana Trautv. - Salix kongbanica C.Wang & P.Y.Fu - Salix koreensis Andersson - Salix koriyanagi Kimura ex Goerz - Salix kouytchensis (H.Lév.) C.K.Schneid. - Salix kungmuensis Mao & W.Z.Li - Salix kusanoi (Hayata) C.K.Schneid. - Salix lamashanensis K.S.Hao ex C.F.Fang & A.K.Skvortsov - Salix lanifera C.F.Fang & S.D.Zhao - Salix lasiopes C.Wang & P.Y.Fu - Salix leveilleana C.K.Schneid. - Salix limprichtii Pax & K.Hoffm. - Salix lindleyana Wall. ex Andersson - Salix linearistipularis K.S.Hao - Salix liouana C.Wang & Chang Y.Yang - Salix longiflora Wall. ex Andersson - Salix longissimipedicellaris N.Chao ex P.I Mao - Salix longistamina C.Wang & P.Y.Fu - Salix luctuosa H.Lév. - Salix ludingensis T.Y.Ding & C.F.Fang - Salix macroblasta C.K.Schneid. - Salix maerkangensis N.Chao - Pracht-Weide (Salix magnifica Hemsl.) - Salix maizhokunggarensis N.Chao - Salix matsudana Koidz. - Salix maximowiczii Kom. - Salix medogensis Y.L.Chou - Salix mesnyi Hance - Salix metaglauca Chang Y.Yang - Salix michelsonii Goerz ex Nasarow - Salix microphyta Franch. - Salix microstachya Turcz. ex Trautv. - Salix mictotricha C.K.Schneid. - Salix minjiangensis N.Chao - Salix morrisonicola Kimura - Salix moupinensis Franch. - Salix muliensis Goerz ex Rehder & Kobuski - Salix myrtillacea Andersson - Salix myrtilloides L. - Salix nankingensis C.Wang & S.L.Tung - Salix neoamnematchinensis T.Y.Ding & C.F.Fang - Salix neolapponum Chang Y.Yang - Salix neowilsonii W.P.Fang - Salix nipponica Franch. & Sav. - Salix nujiangensis N.Chao - Salix nummularia Andersson - Salix obscura Andersson - Salix occidentalisinensis N.Chao - Salix ochetophylla Goerz - Salix okamotoana Koidz. - Salix omeiensis C.K.Schneid. - Salix opsimantha C.K.Schneid. - Salix oreinoma C.K.Schneid. - Salix oreophila Hook. f. ex Andersson - Salix oritrepha C.K.Schneid. - Salix ovatomicrophylla K.S.Hao ex C.F.Fang & A.K.Skvortsov - Salix paraflabellaris S.D.Zhao - Salix paraheterochroma C.Wang & P.Y.Fu - Salix paraphylicifolia Chang Y.Yang - Salix paraplesia C.K.Schneid. - Salix paratetradenia C.Wang & P.Y.Fu - Salix parvidenticulata C.F.Fang - Salix pella C.K.Schneid. - Salix pentandra L. - Salix permollis C.Wang & C.Y.Yu - Salix phaidima C.K.Schneid. - Salix phanera C.K.Schneid. - Salix pierotii Miq. - Salix pilosomicrophylla C.Wang & P.Y.Fu - Salix pingliensis Y.L.Chou - Salix piptotricha Hand.-Mazz. - Salix plocotricha C.K.Schneid. - Salix polyclona C.K.Schneid. - Salix praticola Hand.-Mazz. ex Enander - Salix psammophila C.Wang & Chang Y.Yang - Salix pseudolasiogyne H.Lév. - Salix pseudopermollis C.Y.Yu & Chang Y.Yang - Salix pseudospissa Goerz ex Rehder & Kobuski - Salix pseudotangii C.Wang & C.Y.Yu - Salix pseudowallichiana Goerz ex Rehder & Kobuski - Salix pseudowolohoensis K.S.Hao ex C.F.Fang & A.K.Skvortsov - Salix psilostigma Andersson - Salix pycnostachya Andersson - Salix pyrolifolia Ledeb. - Salix qamdoensis N.Chao & J.Liu - Salix qinghaiensis Y.L.Chou - Salix qinlingica C. Wang & N.Chao - Salix raddeana Lacksch. ex Nasarow - Salix radinostachya C.K.Schneid. - Salix rectijulis Ledeb. ex Trautv. - Salix rehderiana C.K.Schneid. - Salix resecta Diels - Salix resectoides Hand.-Mazz. - Salix rhododendrifolia C.Wang & P.Y.Fu - Salix rhoophila C.K.Schneid. - Salix rockii Goerz ex Rehder & Kobuski - Salix rorida Lacksch. - Salix rosmarinifolia L. - Salix rosthornii Seemen - Salix sachalinensis F.Schmidt - Salix sajanensis Nasarow - Salix salwinensis Hand.-Mazz. ex Enander - Salix saposhnikovii A.K.Skvortsov - Salix schugnanica Goerz - Salix schwerinii E.L.Wolf - Salix sclerophylla Andersson - Salix sclerophylloides Y.L.Chou - Salix scopulicola Mao & W.Z.Li - Salix sericocarpa Andersson - Salix serpyllum Andersson - Salix shandanensis C.F.Fang - Salix shihtsuanensis C.Wang & C.Y.Yu - Salix sikkimensis Andersson - Salix sinica (K.S.Hao ex C.F.Fang & A.K.Skvortsov) G.H.Zhu - Salix sinopurpurea C.Wang & Chang Y.Yang - Salix siuzevii Seemen - Salix skvortzovii Y.L. Chang & Y.L.Chou - Salix songarica Andersson - Salix souliei Seemen - Salix spathulifolia Seemen - Salix sphaeronymphe Goerz - Salix sphaeronymphoides Y.L.Chou - Salix spodiophylla Hand.-Mazz. - Salix suchowensis Cheng ex G.H.Zhu - Salix sungkianica Y.L.Chou & Skvortsov - Salix tagawana Koidz. - Salix taipaiensis C.Y.Yu - Salix taishanensis C.Wang & C.F.Fang - Salix taiwanalpina Kimura - Salix takasagoalpina Koidz. - Salix tangii K.S.Hao ex C.F.Fang & A.K.Skvortsov - Salix taoensis Goerz ex Rehder & Kobuski - Salix taraikensis Kimura - Salix tarbagataica Chang Y.Yang - Salix tenella C.K.Schneid. - Salix tengchongensis C.F.Fang - Salix tenuijulis Ledeb. - Salix tetrasperma Roxb. - Salix tianschanica Regel - Salix triandroides W.P.Fang - Salix trichocarpa C.F.Fang - Salix turanica Nasarow - Salix turczaninowii Lacksch. - Amur-Weide (Salix udensis Trautv. & C.A.Mey.) - Salix vaccinioides Hand.-Mazz. - Salix variegata Franch. - Salix vestita Pursh - Salix wallichiana Andersson - Salix wangiana K.S.Hao ex C.F.Fang & A.K.Skvortsov - Salix warburgii Seemen - Salix weixiensis Y.L.Chou - Salix wilhelmsiana M.Bieb. - Salix wilsonii Seemen - Salix wolohoensis C.K.Schneid. - Salix wuxuhaiensis N.Chao - Salix xiaoguangshanica Y.L.Chou & N.Chao - Salix xizangensis Y.L.Chou - Salix yadongensis N.Chao - Salix yanbianica C.F.Fang & Chang Y.Yang - Salix yuhuangshanensis C.Wang & C.Y.Yu - Salix yumenensis H.L.Yang - Salix zangica N.Chao - Salix zayunica Z.Wang & C.F.Fang - Salix zhegushanica N.Chao - Salix zhouquensis X.G.Sun |

### In Nordamerika heimische Arten
| Liste der in Nordamerika heimischen Arten |
| --- |
| - Salix alaxensis (Andersson) Coville - Salix alba L. - Salix amygdaloides Andersson - Salix arbusculoides Andersson - Salix arctica Pall. - Salix arctophila Cockerell ex A.Heller - Salix argyrocarpa Andersson - Salix arizonica Dorn - Salix athabascensis Raup - Salix atrocinerea Brot. - Salix aurita L. - Salix babylonica L. - Salix ballii Dorn - Salix barclayi Andersson - Salix barrattiana Hook. - Salix bebbiana Sarg. - Salix bonplandiana Kunth - Salix boothii Dorn - Salix brachycarpa Nutt. - Salix breweri Bebb - Salix calcicola Fernald & Wiegand - Salix candida Flüggé ex Willd. - Salix caprea L. - Salix caroliniana Michx. - Salix cascadensis Cockerell - Salix chamissonis Andersson - Salix chlorolepis Fernald - Salix cinerea L. - Salix columbiana (Dorn) Argus - Salix commutata Bebb - Salix cordata Muhl. - Salix daphnoides Vill. - Salix delnortensis C.K.Schneid. - Salix discolor Muhl. - Salix drummondiana Barratt ex Hook. - Salix eastwoodiae Cockerell ex A.Heller - Salix elaeagnos Scop. - Salix eriocephala Michx. - Salix euxina I.V.Belyaeva - Sandbank-Weide (Salix exigua Nutt.) - Salix famelica (C.R.Ball) Argus - Salix farriae C.R.Ball - Salix floridana Chapm. - Salix fuscescens Andersson - Salix geyeriana Andersson - Seidenhaarige Weide (Salix glauca L.) - Salix gooddingii C.R.Ball - Salix hastata L. - Salix herbacea L. - Salix hookeriana Barratt ex Hook. - Salix humilis Marshall - Salix interior Rowlee - Salix irrorata Andersson - Salix jejuna Fernald - Salix jepsonii C.K.Schneid. - Salix laevigata Bebb - Salix lasiandra Benth. - Salix lasiolepis Benth. - Salix lemmonii Bebb - Salix ligulifolia (C.R.Ball) C.R.Ball ex C.K.Schneid. - Glanz-Weide (Salix lucida Muhl.) - Salix lutea Nutt. - Salix maccalliana Rowlee - Salix melanopsis Nutt. - Salix monochroma C.R.Ball - Salix monticola Bebb - Salix myricoides Muhl. - Salix myrsinifolia Salisb. - Salix myrtillifolia Andersson - Amerikanische Schwarz-Weide (Salix nigra Marshall) - Salix niphoclada Rydb. - Salix nivalis Hook. - Salix nummularia Andersson - Salix orestera C.K.Schneid. - Salix ovalifolia Trautv. - Salix pedicellaris Pursh - Salix pellita (Andersson) Bebb - Salix pentandra L. - Salix petiolaris Sm. - Salix petrophila Rydb. - Salix phlebophylla Andersson - Salix planifolia Pursh - Salix polaris Wahlenb. - Salix prolixa Andersson - Salix pseudomonticola C.R.Ball - Salix pseudomyrsinites Andersson - Salix pulchra Cham. - Salix purpurea L. - Balsam-Weide (Salix pyrifolia Andersson) - Salix raupii Argus - Salix reticulata L. - Salix richardsonii Hook. - Salix rotundifolia Trautv. - Salix scouleriana Barratt ex Hook. - Salix sericea Marshall - Salix serissima (L.H.Bailey) Fernald - Salix sessilifolia Nutt. - Salix setchelliana C.R.Ball - Salix silicicola Raup - Salix sitchensis Sanson ex Bong. - Salix sphenophylla A.K.Skvortsov - Salix stolonifera Coville - Salix taxifolia Kunth - Salix thurberi Rowlee - Salix tracyi C.R.Ball - Salix triandra L. - Salix turnorii Raup - Salix tweedyi (Bebb ex Rose) C.R.Ball - Salix tyrrellii Raup - Salix uva-ursi Pursh - Salix vestita Pursh - Salix viminalis L. - Salix wolfii Bebb |

### In Südamerika heimische Arten
- Humboldt-Weide (Salix humboldtiana Willd.): Sie kommt in Mexiko, Mittel- und Südamerika vor.[6]

### Hybride
- Fuchsschwanz-Weide (Salix ×alopecuroides Tausch): Salix fragilis × Salix triandra
- Bastard-Ohrweide, Bastard-Kriech-Weide (Salix ×ambigua Ehrh.): Salix aurita × Salix repens
- Sanddornblättrige Weide (Salix ×hippophaefolia): Salix triandra × Salix viminalis
- Seidenblatt-Weide (Salix ×holosericea Willd. sensu Rechinger, Neumann, Skvortsov): Salix cinerea × Salix viminalis
- Zerbrechliche Lorbeer-Weide (Salix ×meyeriana Rostkov ex Willd.): Salix fragilis × Salix pentandra
- Busch-Weide (Salix ×mollissima Hoffm. ex Elwert): Salix triandra × Salix viminalis
- Vielnervige Weide (Salix ×multinervis Döll): Salix aurita × Salix cinerea, 3 bis 4 Meter?
- Reichardt-Weide (Salix ×reichardtii A.Kern.): Salix caprea × Salix cinerea
- Fahl-Weide, Hohe Weide (Salix ×rubens Schrank): Salix alba × Salix fragilis
- Blend-Weide (Salix ×rubra Huds.): Salix purpurea × Salix viminalis
- Kübler-Weide (Salix ×smithiana Willd.): Salix caprea × Salix viminalis

## Symbolik
In Europa haben Zweige mit Blütenkätzchen der Sal-Weiden die Palmwedel ersetzt, die am Palmsonntag in der katholischen Kirche gesegnet werden (fälschlich „Palmweihe“). Die Weidenkätzchen werden daher oft auch „Palmkätzchen“ genannt.
In der chinesischen Kultur gilt die Weide als Symbol für Frühling, sexuelles Verlangen und Freudenmädchen. Unter Blumen-und-Weiden-Hof wird ein Bordell verstanden.

## Geschichte

### Antike
Theophrastos von Eresos beschrieb in seiner Naturgeschichte der Gewächse mehrere Weiden-Arten, die durch Kurt Sprengel als Salix purpurea, Salix alba und Salix caprea gedeutet wurden. Der römische Enzyklopädist Aulus Cornelius Celsus empfahl zur Nachbehandlung des Mastdarm- und Gebärmutter-Vorfalls eine Auflage von in Essig gekochten Weidenblättern.
Die von Pedanios Dioskurides (De materia medica) und von Plinius dem Älteren (Naturalis historia) angegebenen Heilmittel-Indikationen stimmen weitgehend überein. Es wird daher angenommen, dass beide aus den gleichen Quellen schöpften.
| Weiden. Indikationen bei Pedanios Dioskurides                                          | Weiden. Indikationen bei Plinius dem Älteren                                                                            |
| die Früchte (Weidenkätzchen), Blätter, Rinde und der Saft haben zusammenziehende Kraft | |
| die fein zerriebenen Blätter mit Pfeffer und Wein eingenommen heilen Darmverschlingung | |
|                                                                                        | der Saft fördert die Harnabscheidung und entfernt alle Eiterherde im Innern des Körpers                                 |
| die Blätter mit Wasser eingenommen verhindern die Empfängnis                           | die Blätter hemmen im Getränk eingenommen unmäßigen Geschlechtstrieb und beseitigen ihn ganz, wenn man sie öfter trinkt |
| die Frucht (das Weidenkätzchen) und die Rinde helfen beim Blutspeien                   | die Frucht (das Weidenkätzchen) vor der Vollreife hilft gegen Blutspeien                                                |
| die Rinde gebrannt und mit Essig vermischt vertreibt Hautschwielen                     | die Asche der Rinde mit Wasser vermischt heilt Hautschwielen                                                            |
| die Abkochung der Blätter und der Rinde als Umschlag vertreiben Kleingrind             | die Asche der Rinde mit dem Saft vermischt heilt Hautflecken im Gesicht                                                 |
|                                                                                        | die Blätter der Dotterweide lindern, wenn man sie auf die Stirne legt, Kopfschmerzen                                    |
| der Saft von Blättern und Rinde mit Rosenöl vermischt heilt Ohrenleiden                | den Saft flößt man mit Rosenöl in die Ohren                                                                             |
| die Abkochung der Blätter und der Rinde als Umschlag helfen gegen Podagra              | die Abkochung der Blätter und der Rinde nutzen als Umschlag bei Podagra                                                 |
| der zur Blütezeit aus der Rinde gewonnene Saft vertreibt die Verdunkelung der Pupille  | der zur Blütezeit gewonnene Saft dient zur Reinigung von all dem, was den Augen hinderlich ist                          |

Galen erwähnte die Weiden vor allem in seinen Vorschriften zur Bereitung von Pflastern.
Auch Alexander von Tralleis beschrieb ein aus Weiden bereitetes Pflaster, das er zur Behandlung von Kranken empfahl, die an Blutspeien leiden. Außerdem gab er an, dass ein aus Weidenblättern bereitetes Gurgelwasser reinige und heile und dass eine Abkochung von Weidenwurzelrinden äußerlich angewendet zur Behandlung von rheumatischen Beschwerden diene.

### Arabisches Mittelalter
Die islamischen Ärzte des Mittelalters schöpften ihre Indikationsangaben aus den Werken der griechisch-römischen Klassiker (Dioskurides und Plinius). Sie stuften die Weiden nach den Kriterien der Säftelehre als „kalt und trocken“ ein.

### Lateinisches Mittelalter
In der Hildegard von Bingen (12. Jh.) zugeschriebenen Physica wurde die Weide als unnütz zur inneren Einnahme und als beschränkt nützlich zur äußerlichen Anwendung eingestuft.
Andere Autoren des lateinischen Mittelalters schöpften ihre Indikationsangaben aus den Werken der griechisch-römischen Klassiker (Dioskurides und Plinius). So im 13. Jahrhundert der Ältere Deutsche Macer und Albertus Magnus, im 14. Jahrhundert Konrad von Megenberg, im 15. Jahrhundert das dem Wiener Arzt Michael Puff zugeschriebene Büchlein von den ausgebrannten Wässern sowie die Mainzer Kräuterbuch-Incunabeln (Herbarius Moguntinus 1484 – Gart der Gesundheit 1485 – Hortus sanitatis 1491).

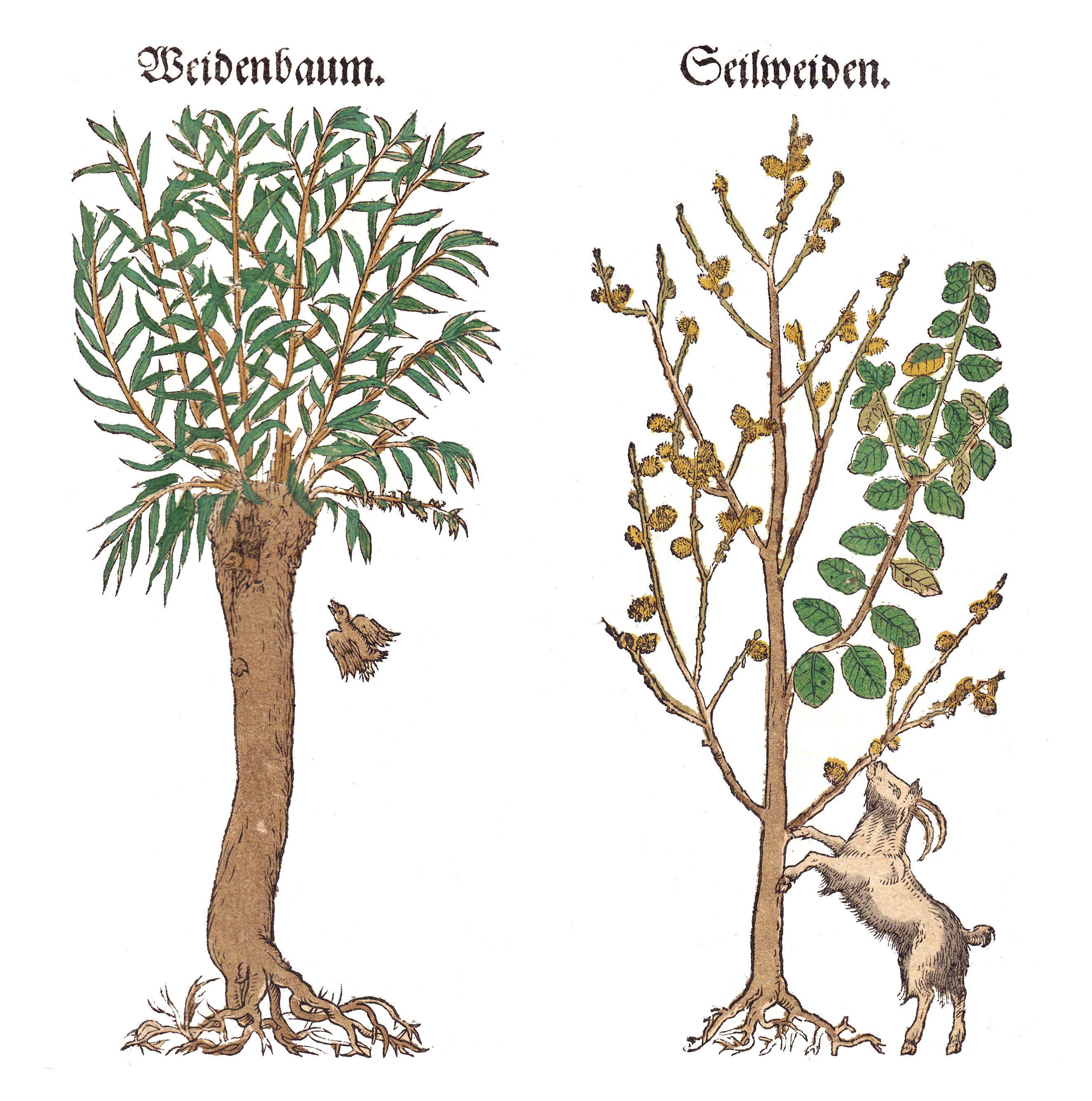
Hieronymus Bock Kreuterbuch 1546. Links: Weidenbaum (Salix purpurea). Rechts: Seilweiden (Salix caprea). Weitere historische Abbildungen:

Der Wundarzt und Botaniker Hieronymus Brunschwig unterschied in seinem im Jahre 1500 erschienenen Kleinen Destillierbuch vier Weiden-Arten:
- ſproß widen = Salix fragilis
- hor widen = Salix alba var. vitellina
- rot wilgen = „wilgen männlin“ = Salix purpurea und
- wiſſ wilgen = felber = „wilgen wyblin“ = Salix caprea[35]

Von den Botaniker-Ärzten des 16. Jahrhunderts beschrieben Otto Brunfels und Leonhart Fuchs drei und Hieronymus Bock vier Weiden-Arten:
- band weiden - bringen rote dünne zehe weiden - helt man für die edelſten = Salix purpurea
- bruch weiden - mit weiſſen rinden bekleidet - ſeind aber gantz mirb - dienen gar nicht zum gebend = Salix fragilis
- bach weiden - haben gele ſchelet - wachſen gemeinlich am vfer der flieſſenden waſſer = Salix alba var. vitellina und
- ſeilweiden oder ſellen - mit eſchfarben rinden vnnd blettern - geben die beſten zaun - zehe widde im Hornung - vnd im Meien die zehen baſt vnd seiler - zů mancher hand bawer geſchirr = Salix caprea[38][39][40]

Die von ihnen angegebenen medizinischen Anwendungen der Pflanzen leiteten sie aus den Werken der griechisch-römischen Klassiker (Dioskurides und Plinius) ab.
Unter den Ärzten, die im 16. und 17. Jahrhundert die Pflanzen beschrieben, ohne ihre medizinischen Wirkungen zu erwähnen, sind vor allem Andrea Cesalpino und Caspar Bauhin zu nennen. Sie haben damit die Botanik endgültig aus der Rolle einer medizinischen Hilfswissenschaft befreit und zu einer selbständigen Disziplin erhoben. Die medizinische Verwendung von Weiden-Zubereitungen wurde im 17. Jahrhundert und bis über die Mitte des 18. Jahrhunderts lediglich in Nachschlagewerken, und hier auch nur beiläufig, erwähnt.

### Weidenrinde als Ersatz der Chinarinde
Ab der Mitte des 17. Jahrhunderts wurde die bitter schmeckende Chinarinde in Europa zur Behandlung von Wechselfiebern verwendet.
Die Rinde war sehr teuer. Die Apothekertaxen gaben einen deutlich höheren Preis für Chinarinden als für einheimische Rinden an:
|                    | Augsburger Pharmacopöe 1734 | Württembergische Pharmacopöe 1741 | Frankfurter Pharmakopöe 1747 |
| ------------------ | --------------------------- | --------------------------------- | ---------------------------- |
| Chinarinde         | 16 Cruc. / Flor.            | 12 Kr. / Loth                     | 80 Creutzer / Loth           |
| Eschenrinde        | 1 Cruc. / Flor.             | 1 Kr. / Loth                      | 1 Creutzer / Loth            |
| Rosskastanienrinde | 2 Cruc. / Flor.             | 2 Kr. / Loth                      | 1 Creutzer / Loth            |

Auf der Suche nach einem preisgünstigen einheimischen Ersatz für die Chinarinde wurden im 18. Jahrhundert vor allem Rinden einheimischer Bäume untersucht, und zwar die Rinde der Esche (ab 1712), die Rinde der Rosskastanie (ab 1733) und die Rinde der Weide (ab 1757).
Der englische Geistliche Edward Stone gab 1763 bekannt, dass er von 1757 bis 1762 insgesamt ca. 50 Personen, die an Wechselfiebern litten, mit dem getrockneten Pulver der Rinde von drei- bis vierjährigen Trieben der Silber-Weide („salix alba, vulgaris, common white willow“) behandelt hatte. Im Sinne der Signaturenlehre ging er von der Überlegung aus, dass die Silberweide in sumpfigen Gebieten wächst, in denen auch das Wechselfieber vorherrscht. Demnach müsse diese Pflanze auch Abwehrkräfte gegen das Wechselfieber entwickelt haben. Weiter erinnerte ihn der bittere Geschmack der Weidenrinde an den Geschmack der Chinarinde. Er begann mit einer vorsichtigen Dosierung von ca. 1,3 g (20 grains) alle vier Stunden und erreichte so eine beträchtliche Verminderung, aber noch kein Ausbleiben der Fieberanfälle. Als optimale Dosis und Darreichungsform ermittelte er ca. 4 g (1 dram), alle vier Stunden im fieberfreien Intervall gegeben. Diese Dosierung führte immer zum Ausbleiben der Fieberanfälle, außer in wenigen chronischen Fällen von Viertagefieber und Herbstfieber. Aber auch diese konnten geheilt werden, wenn er eine Zugabe von 1/5 Volumenanteil Chinarinde zur Weidenrinde hinzufügte. Nebenwirkungen der Weidenrindentherapie konnte Stone nicht feststellen. Er fasste sein Urteil zusammen: Die Weidenrinde hat gleiche „absorbierende (absorbent)“, „adstringierende (astringent)“ und „fiebersenkende (febrifuge)“ Wirkung bei intermittierenden Fiebern wie die Chinarinde und sie hat alle deren Fähigkeiten, wenn auch vielleicht nicht immer im gleichen Ausmaß.
Nachdem er bereits 1763 in einer Dissertation erwähnt hatte, dass die Chinarinde durch einheimische Drogen, so auch durch die Weidenrinde, ersetzt werden könnte, schrieb auch der preußische Mineraloge Carl Abraham Gerhard 1766 in seiner „Arzneimittellehre“, er wisse aus Erfahrung, dass ein Destillat aus der Rinde von jungen Zweigen der Bruch-Weide den Chinarindenpräparaten in Bezug auf antifebrile, antiseptische und roborierende Eigenschaften ebenbürtig sei. Der schwedische Arzt Peter Jonas Bergius widersprach 1778 und gab bekannt, dass er die Weidenrinde wieder und wieder bei Wechselfiebern ohne jeden Erfolg eingesetzt habe.
In der ersten Hälfte des 19. Jahrhunderts wurde Weidenrinde in amtlichen Arzneibüchern (Pharmacopöe) als fiebersenkendes Mittel aufgeführt:
| Land - Stadt | Jahr    | Titel des Arzneibuchs                                       | Bezeichnung der Droge                               | Verwendete Weidenarten                      |
| ------------ | ------- | ----------------------------------------------------------- | --------------------------------------------------- | ------------------------------------------- |
| Edinburgh    | 1805    | The Edinburgh new dispensatory…                             | Cortex salicis                                      | Salix alba, Salix pentandra, Salix fragilis |
| Preußen      | 1805    | Preußische Pharmakopöe …                                    | Cortex salicis                                      | Salix pentandra                             |
| London       | 1811    | The London dispensatory                                     | Cortex salicis                                      | Salix fragilis, Salix alba und Salix caprea |
| Bayern       | 1822/23 | Pharmacopoea Bavarica …                                     | Salix; Extractum salicis                            | Salix alba und Salix fragilis               |
| Preußen      | 1829    | Preußische Pharmakopöe, 5. Ausgabe                          | Cortex salicis                                      | Salix pentandra, Salix fragilis             |
| London       | 1833    | The London dispensatory, 7. Ausgabe                         | Cortex salicis und Salicina                         | Salix fragilis, Salix alba und Salix caprea |
| Hannover     | 1833    | Pharmacopoea Hannoverana nova.                              | Cortex salicis                                      | Salix pentandra                             |
| Baden        | 1841    | Pharmacopoea Badensis.                                      | Cortex salicis; Salicina. Weidenbitter (Salicin)    | Salix purpurea                              |
| Preußen      | 1848    | Commentar … nach der 6. Ausgabe der Preußischen Pharmacopoe | Cortex salicis                                      | Salix pentandra, Salix fragilis             |
| London       | 1852    | The London dispensatory, 11. Ausgabe                        | Cortex salicis und Salicine                         | Salix fragilis, Salix alba und Salix caprea |
| Preußen      | 1865    | Commentar … nach der 7. Ausgabe der Preußischen Pharmacopoe | Weder Cortex salicis noch Salicin werden aufgeführt |                                             |

1821 untersuchten die französischen Chemiker Pelletier und Caventou die Rinde der Weide und die Rinde der Rosskastanie. Johann Andreas Buchner isoliert erstmals das Salicin aus der Weidenrinde.